# Confessio Augustana

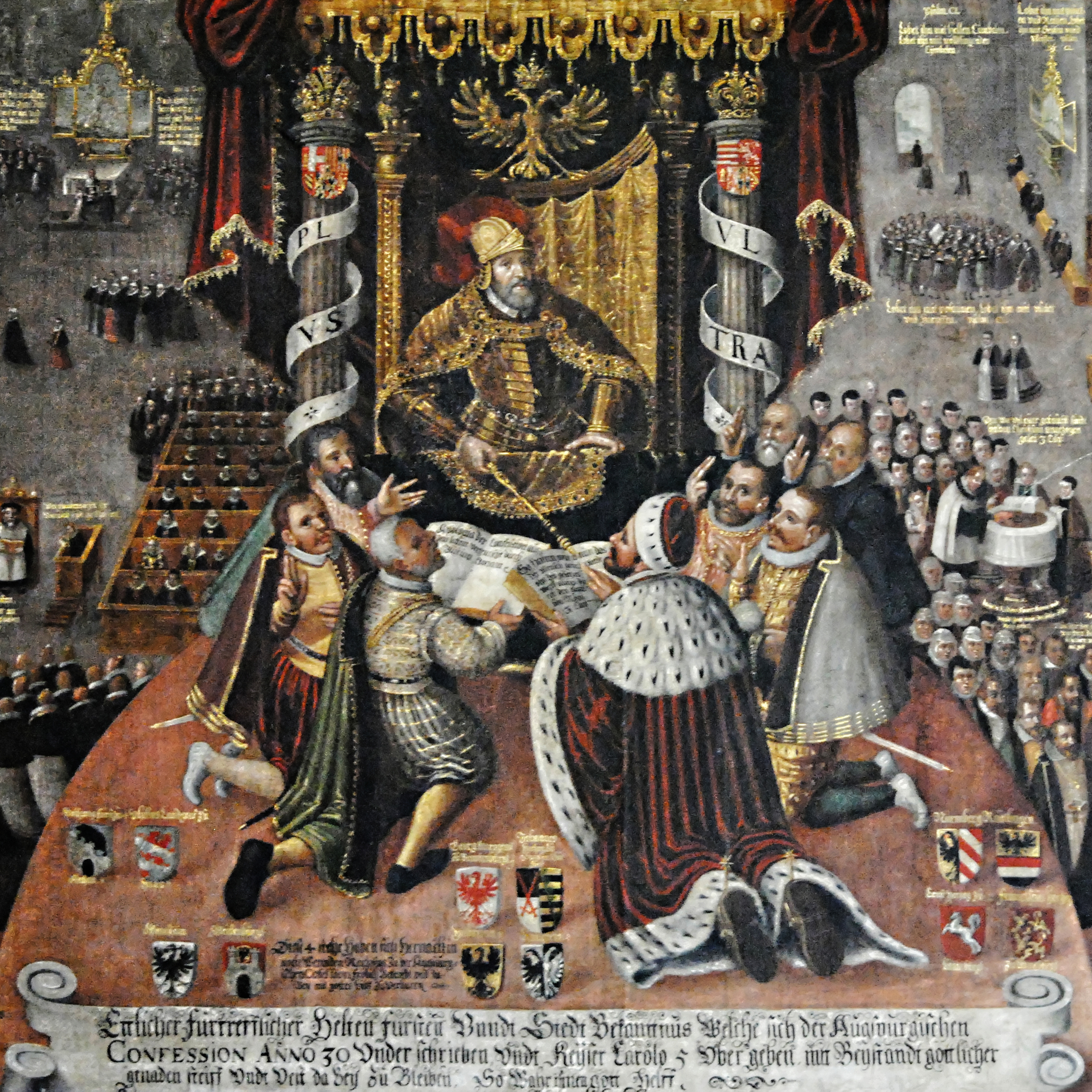
Die Mitte des Konfessionsbildes in der St.-Johannis-Kirche Schweinfurt, spätes 16./frühes 17. Jahrhundert: Überreichung der Confessio Augustana an den Kaiser

Die Confessio Augustana (lateinisch für „Augsburger Bekenntnis“, Abkürzung CA oder AB) oder Augsburger Konfession ist die erste offizielle Darstellung von Lehre und Praxis der Wittenberger Reformation mit weitreichender Ausstrahlung auf den gesamten Protestantismus. Sie wurde von Philipp Melanchthon und Mitarbeitern in zwei inhaltlich ungefähr übereinstimmenden Sprachversionen verfasst, nämlich in Latein und Frühneuhochdeutsch. Das Vorwort wurde deutsch verfasst und ins Lateinische übersetzt.
Anlass für die Abfassung war das Ausschreiben zum Augsburger Reichstag von 1530, in dem Kaiser Karl V. alt- und neugläubige Reichsstände aufforderte, ihre Positionen darzulegen. Die neugläubigen, der Wittenberger Reformation zugewandten Reichsstände stellten ihre Position in der Confessio Augustana dar. Diese wurde am 25. Juni 1530 von Kurfürst Johann von Sachsen und weiteren neugläubigen Reichsständen als ihr Bekenntnis an den Kaiser übergeben. Dieser ließ eine Entgegnung (Confutatio) von führenden altgläubigen Theologen verfassen und in seinem Namen auf dem Reichstag verlesen. Die neugläubigen Reichsstände wurden aufgefordert, diese Widerlegung der Confessio Augustana anzuerkennen. Andernfalls werde das Wormser Edikt vollzogen.
Die Confessio Augustana warb um die kaiserliche Akzeptanz für die Änderungen des kirchlichen Lebens, die in den Territorien der Unterzeichner vorgenommen worden waren. Durchgängig wird deshalb versucht, die eigene Lehre und Praxis in Übereinstimmung mit der lateinisch-westkirchlichen Tradition darzustellen; man habe nur einige neuere Fehlentwicklungen korrigiert. Scharf distanziert sich Melanchthon als Verfasser dagegen von anderen reformatorischen Bewegungen (Täufer, Ulrich Zwingli).
Das eigentliche Ziel, den Kaiser für die Änderungen des kirchlichen Lebens in einigen deutschen Territorien zu gewinnen, wurde mit der Confessio Augustana nicht erreicht. Aber sie wurde zur Lehrgrundlage des protestantischen Defensivbündnisses unter Führung von Hessen und Kursachsen (Schmalkaldischer Bund). In dieser Funktion war sie sehr erfolgreich: Die reformatorische Theologie Wittenberger Prägung dominierte mittels der Confessio Augustana den Protestantismus im Heiligen Römischen Reich; der Einfluss Zwinglis wurde auf die Schweiz begrenzt. Die textliche Unschärfe, die durch Vorhandensein zweier nicht identischer Sprachversionen von Anfang an gegeben war, verstärkte sich durch aktualisierende Fortschreibungen. Den Bekennern der Confessio Augustana wurde 1555 im Augsburger Reichs- und Religionsfrieden Toleranz zugesichert. Um als „Augsburger Religionsverwandte“ zu gelten und diesen Schutz zu genießen, nahmen auch Landesherren reformierter oder calvinistischer Prägung die Confessio Augustana an; sie konnten das tun, weil die lateinische Version von 1540/42 (Variata) dem reformierten Abendmahlsverständnis entgegenkommt.
Einige europäische Kirchen lutherischer Tradition tragen den Namenszusatz „Augsburgischen Bekenntnisses“ (Abkürzung: A. B.).

## Entstehung

### Verortung der Confessio Augustana in der kirchlichen Tradition
Bekenntnistexte wurden Ende der 1520er Jahre wichtig, als die Reformatoren und ihre Unterstützer aus dem Rahmen der bisherigen Kirchenorganisation heraustraten und eigene Kirchentümer aufbauten. Das erste Dekret des Codex Iustinianus forderte von allen Völkern im Imperium Romanum, der Religion zu folgen, die der Apostel Petrus den Römern vermittelt hatte. Diese Kontinuitätslinie sah die Amtskirche durch die Abfolge der Päpste als Nachfolger Petri gewahrt. Die Reformatoren sahen sich dagegen in der Nachfolge der apostolischen Lehre. Die Confessio Augustana gibt sich also deshalb so traditionell, weil sie den Nachweis zu führen sucht, dass von ihren Bekennern die authentische und alte kirchliche Tradition weitergeführt wird.

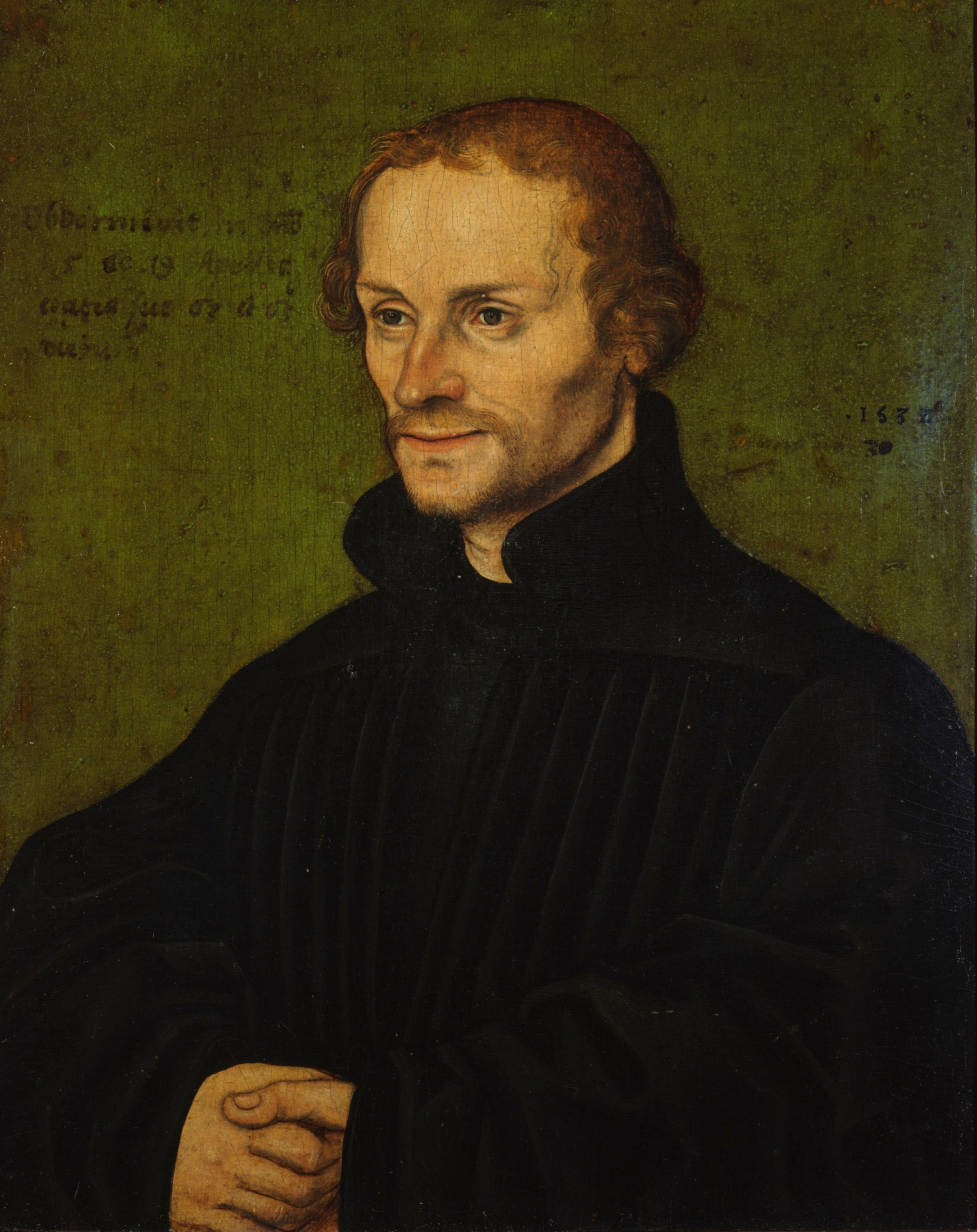
Philipp Melanchthon (Lucas Cranach der Ältere, Werkstatt, 1532, Gemäldegalerie Alte Meister, Dresden)

Das Traditionserbe, an das die Confessio Augustana positiv anknüpft, ist offensichtlich auch bei dem Griechischprofessor Melanchthon als Hauptautor ganz lateinisch-westkirchlich. Man sieht das daran, dass die Augustana die Trinitätslehre des Nicaeno-Constantinopolitanum bejaht – aber um diese Lehre in Worte zu fassen, die lateinischen Formulierungen aus dem (Pseudo-)Athanasianum übernimmt. Dieser Text hatte in der abendländischen Kirche des Mittelalters einen hohen Bekanntheitsgrad; beispielsweise rezitierten Kleriker das Athanasianum an jedem Sonntagmorgen im Stundengebet. Augustinus von Hippo ist der am häufigsten zitierte Kirchenvater in der Confessio Augustana. Die weiteren Autoren der Alten Kirche, die als Autoritäten genannt werden, sind: Ambrosius von Mailand, Cyprian von Karthago, Johannes Chrysostomos, Cassiodor, Irenäus von Lyon, Hieronymus, Gelasius und Gregor der Große. Einzig Chrysostomos war ein Theologe des griechischen Ostens. Autoren der Scholastik zitiert Melanchthon in der Augustana grundsätzlich nicht als Autoritäten. Mit Jean Gerson, Pius II. und Nikolaus von Kues soll nur belegt werden, dass Reformanliegen schon früher und nicht erst von den Reformatoren formuliert wurden. Interessanterweise weist die Confessio Augustana sprachliche Berührungen mit mittelalterlichen Konzilstexten auf, ohne dass das kenntlich gemacht würde: mit dem Innocentianum des 4. Laterankonzils (1215) und dem Decretum pro Iacobitis des Konzils von Ferrara-Florenz (1439).
Im Bereich des Kirchenrechts respektiert die Augustana die Kanones der altkirchlichen Konzilien ebenso wie die von diesen Konzilien beschlossenen Lehrentscheidungen. Achtmal begründet Melanchthon in der Confessio Augustana die Änderung oder Abschaffung von Riten mit Zitaten des Decretum Gratiani. Mit dem Decretum Gratiani akzeptierte die Confessio Augustana auch den Jurisdiktionsprimat des Papstes, der z. B. von Ordensgelübden dispensieren kann. Sowohl den Gehorsam, den man dem Bischof im Allgemeinen schulde, als auch den Widerstand gegen seine Anordnungen leitete Melanchthon aus dem Decretum Gratiani ab. Der katholische Theologe Bernhard Dittrich fasst daher zusammen: „Die Sammlung von Rechtsvorschriften der alten Kirche gilt den Konfessoren als Waffe gegen die mittelalterliche römische Kirche.“

### Melanchthons Vorlagen
Ältere Bekenntnistexte nutzte Philipp Melanchthon bei der Abfassung der Augustana als Vorlagen: vor allem die Schwabacher Artikel und die Marburger Artikel.
- Die 17 Schwabacher Artikel hatte Melanchthon im Sommer 1529 in Wittenberg verfasst. Nach der Protestation zu Speyer loteten die Protestanten Möglichkeiten eines politischen Bündnisses aus, für das eine religiöse Grundlage benötigt wurde. Während Philipp von Hessen ein möglichst breites Bündnis von Wittenbergern, Oberdeutschen und Schweizern anstrebte, gab es in Kursachsen, Brandenburg-Ansbach und Nürnberg eine davon abweichende Konzeption. Demnach war volle theologische Übereinstimmung Voraussetzung. Der evangelische Theologe Notger Slenczka erläutert: „Nach diesem Modell sollte theologische Einheit also nicht hergestellt, sondern festgestellt werden – und wenn sie nicht bestand, war eben auch kein politisches Bündnis möglich.“[7] Am 3. Oktober 1529 hatten sich Repräsentanten von Kursachsen und Brandenburg-Ansbach in Schleiz auf die Annahme der Schwabacher Artikel geeinigt. Der Text der Schwabacher Artikel wurde den Abgesandten der Reichsstädte Ulm und Straßburg am 19. Oktober 1529 auf dem Schwabacher Tag vorgelegt. Um dem Bündnis beizutreten, sollten sie den Text so akzeptieren, wie er war.[8] Sie entschieden sich dagegen. Im Unterschied zur Confessio Augustana enthalten die Schwabacher Artikel keine Verwerfungen der Täuferbewegung; ihr Gegner ist Zwingli.[9]
- Die von Martin Luther verfassten 15 Marburger Artikel sind von den Schwabacher Artikeln literarisch abhängig und halten das Ergebnis des Marburger Religionsgesprächs (1. bis 3. Oktober 1529) fest. Philipp von Hessen hatte seinen politischen Einfluss geltend gemacht, um Wittenberger, Oberdeutsche und Schweizer (Ulrich Zwingli aus Zürich und Johannes Oekolampad aus Basel) zu theologischen Gesprächen an einen Tisch zu bringen. Die von ihm gewünschte Einheit scheiterte am Dissens zwischen Luther und Zwingli in der Abendmahlslehre; damit war auch das politische Bündnis erst einmal gescheitert. Aber bis auf den strittigen Abendmahlsartikel (der ans Ende der Marburger Artikelreihe rückte) wurde in Marburg ein sehr weitgehender Konsens hergestellt. Luther kam in den Formulierungen der Marburger Artikel seinen theologischen Gegnern ungewöhnlich weit entgegen. Seine eigene Position verliert dadurch an Schärfe.[10]

Besondere Probleme werfen die sogenannten Torgauer Artikel auf. Nachdem das kaiserliche Ausschreiben zum Augsburger Reichstag in Kursachsen eingegangen war, forderte Johann von Sachsen am 14. März 1530 die vier Wittenberger Theologen Martin Luther, Philipp Melanchthon, Johannes Bugenhagen und Justus Jonas auf, Stellungnahmen zu den durchgeführten Kirchenreformen zu erarbeiten und sie ihm am 20. März 1530 in seiner Residenz in Torgau vorzustellen. Karl Eduard Förstemann veröffentlichte 1833 einige Aktenstücke, die er den Beratungen in Torgau zuordnete, und prägte dafür die Bezeichnung Torgauer Artikel. Notger Slenczka hält mit der älteren Forschung daran fest, dass unter den von Förstemann edierten Aktenstücken ein erster Entwurf (Sigel E) und dessen Überarbeitung (Sigel A) in den Kontext der Torgauer Beratungen gehörten; der Verfasser sei wahrscheinlich Melanchthon. Er bezeichnet sie als Torgauer Artikel, mit der Erläuterung, dass es sich nicht (wie Schwabacher und Marburger Artikel) um ein Lehrbekenntnis handelt, sondern um Gutachten zu kirchlichen Reformmaßnahmen, die in die Vorgeschichte der Confessio Augustana gehören. Nachdem Gottfried Seebaß grundsätzliche Skepsis formuliert hatte, betonen einige Kirchenhistoriker, es gebe „kein Dokument, das man eindeutig als Torgauer Artikel identifizieren könnte.“

### Luthers Anteil
Luther reiste 1530 mit der Delegation seines Landesherrn zum Augsburger Reichstag, blieb aber in Coburg, der südlichsten kursächsischen Stadt, zurück. Er war ja geächtet; die näher bei Augsburg gelegene Reichsstadt Nürnberg wagte es nicht, ihn aufzunehmen und damit den Zorn des Kaisers auf sich zu ziehen. Die kursächsische Delegation traf am 15. April in Coburg ein; in der Nacht vom 23. auf den 24. April wurde Luther auf die oberhalb der Stadt liegende Veste gebracht. Erst danach reiste Kurfürst Johann von Sachsen mit seinen Begleitern weiter Richtung Augsburg. So bleiben einige gemeinsame Tage in Coburg, in denen Luther und Melanchthon sich absprechen konnten. Luther verfasste auf der Veste Coburg, wo er bis zum 4. Oktober lebte, neben anderen Werken auch Schriften, die ähnliche Themen wie die Confessio Augustana berühren und ungefähr die gleiche Position vertreten:

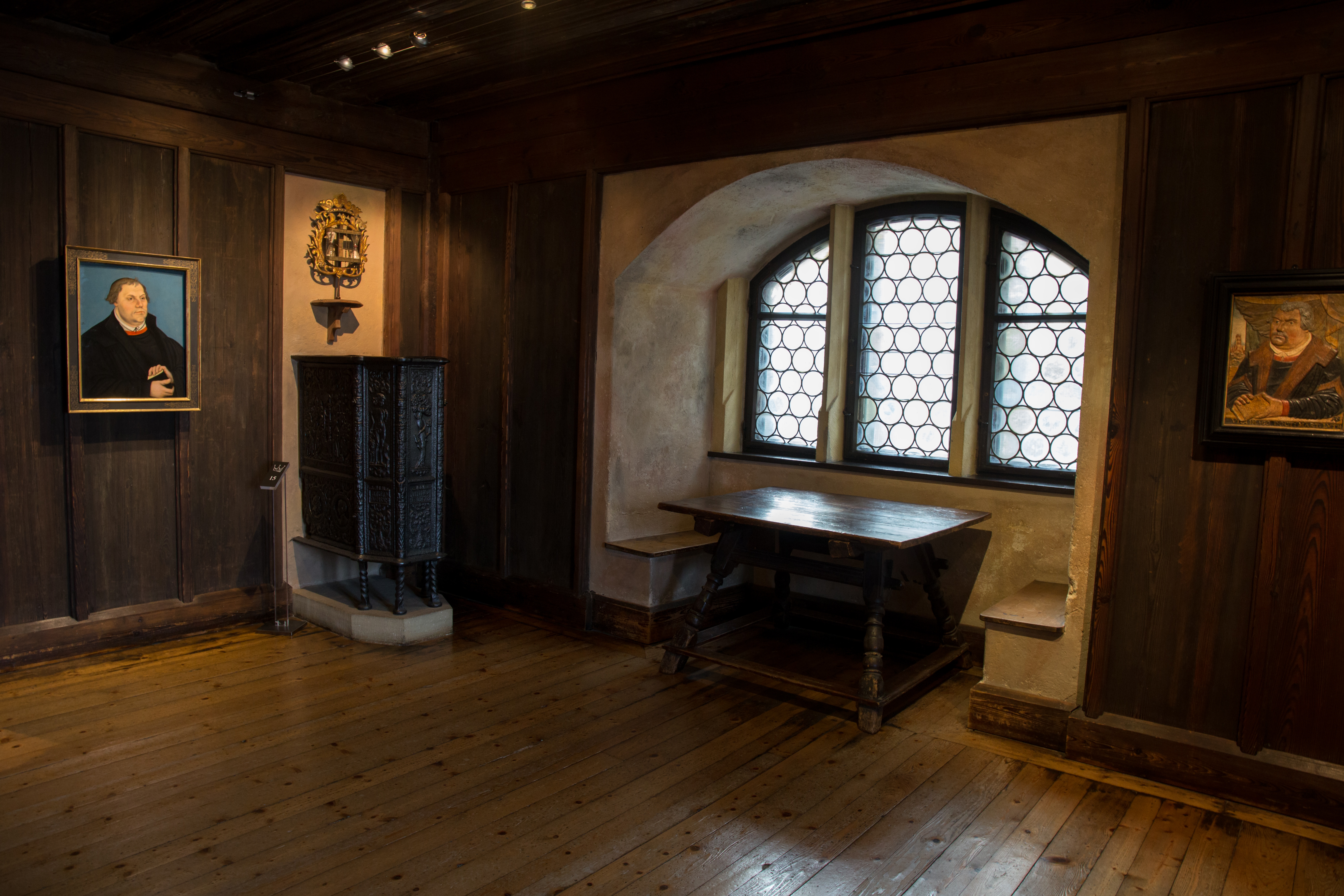
„Lutherzimmer“ auf der Veste Coburg

- Vermahnung an die Geistlichen versammelt auf dem Reichstag zu Augsburg: WA 30 II, S. 268–356;
- Offener Mahnbrief an Kardinal Albrecht von Mainz: WA 30 II, S. 397–412;
- Von den Schlüsseln (= der bischöflichen Binde- und Lösegewalt): WA 30 II, S. 428–507; WA 30 III, S. 584–588.

Luther unterstützte somit publizistisch Melanchthons Tätigkeit in Augsburg. Der evangelische Theologe Wilhelm Maurer meint, dass Luther und Melanchthon in Coburg vorab ein „Einigungsprogramm“ für die Frage der bischöflichen Jurisdiktion (Artikel 28 der Augustana) festlegten; Luther habe im April in Coburg „nicht nur Melanchthons künftige persönliche Haltung, sondern auch CA 28 und damit die ganze Augustana sanktioniert und den Gang ihrer Verhandlungen vorherbestimmt.“ Noch weiter ging Karl Knaake, der 1863 annahm, in Coburg hätten die beiden „die Anordnung des ganzen und des Einzelnen in dem Bekenntnisse besprochen“, so dass sich Melanchthon in seinen Augsburger Briefen an Luther auf dieses gemeinsame Konzept beziehen konnte. Diese Vermutungen sind unbewiesen. Gunther Wenz betont, dass man „keine direkten Beiträge Luthers zu bestimmten Formulierungen des Bekenntnisses oder seiner Vorformen“ im Text aufzeigen könne. Er spricht daher allgemeiner von einem „Einfluss“ Luthers auf die inhaltliche Konzeption der Augustana, den Luther vor allem durch früher von ihm verfasste Schriften ausgeübt habe. Melanchthon nutzte beispielsweise bei Abfassung der Schwabacher Artikel eine Lutherschrift des Jahres 1528:
- Vom Abendmahl Christi. Bekenntnis: WA 26, S. 261–509.

Anfang Mai 1530 zirkulierte in Augsburg ein Coburger Druck der Schwabacher Artikel mit dem Titel Bekenntnis Martini Luthers auf dem itzigen angestellten reichstag einzulegen. Nachdem der altgläubige Theologe Konrad Wimpina eine Entgegnung geschrieben hatte, stellte Luther in der Vorrede die Entstehungsgeschichte der Schwabacher Artikel richtig, bekräftigte aber, dass er dem Inhalt zustimme. Damit gab Luther sozusagen den Lehrartikeln der Confessio Augustana, die von den Schwabacher Artikeln literarisch abhängig sind, von der Veste Coburg aus seinen Segen. Die brieflichen Äußerungen Luthers während des Reichstags lassen sich nach Wenz so zusammenfassen, dass er den Text der Confessio Augustana (bzw. ihrer Vorstufen) billigte, eine Revision nicht anstrebte und seine Briefpartner mahnte, zu diesem Text in den Verhandlungen nun auch wirklich zu stehen und ihn nicht diplomatisch zu „neutralisieren.“ Kennzeichnend ist ein Brief Luthers vom 29. Juni: Melanchthon hatte ihm die Endfassung der Augustana geschickt und gefragt, wie viel der Gegenpartei in Verhandlungen nachgegeben werden könne. Luther antwortete, er verstehe die Frage nicht: „Für meine Person ist in dieser Apologie [= der CA] mehr als genug nachgegeben worden.“ Die Confessio Augustana war also nach Luthers Meinung so „nachgiebig“ formuliert, dass man in Verhandlungen keinesfalls weitere Zugeständnisse machen könne.
Volker Leppin betont, dass Johann von Sachsen die kursächsische Diplomatie auf dem Reichstag nicht Luther überlassen wollte, der sich wie ein biblischer Prophet verstanden und durch seine Unberechenbarkeit ein Risiko dargestellt habe. Schon am 18. Januar 1529 wurden Luthers politische Schriften unter Vorzensur gestellt, bei den Vorbereitungen zum Reichstag wurde er als einer von vier Sachverständigen angefragt und somit in ein Team eingebunden. In Augsburg setzte der Kurfürst auf Melanchthon.

### Abfassung und Redaktion im Mai/Juni 1530

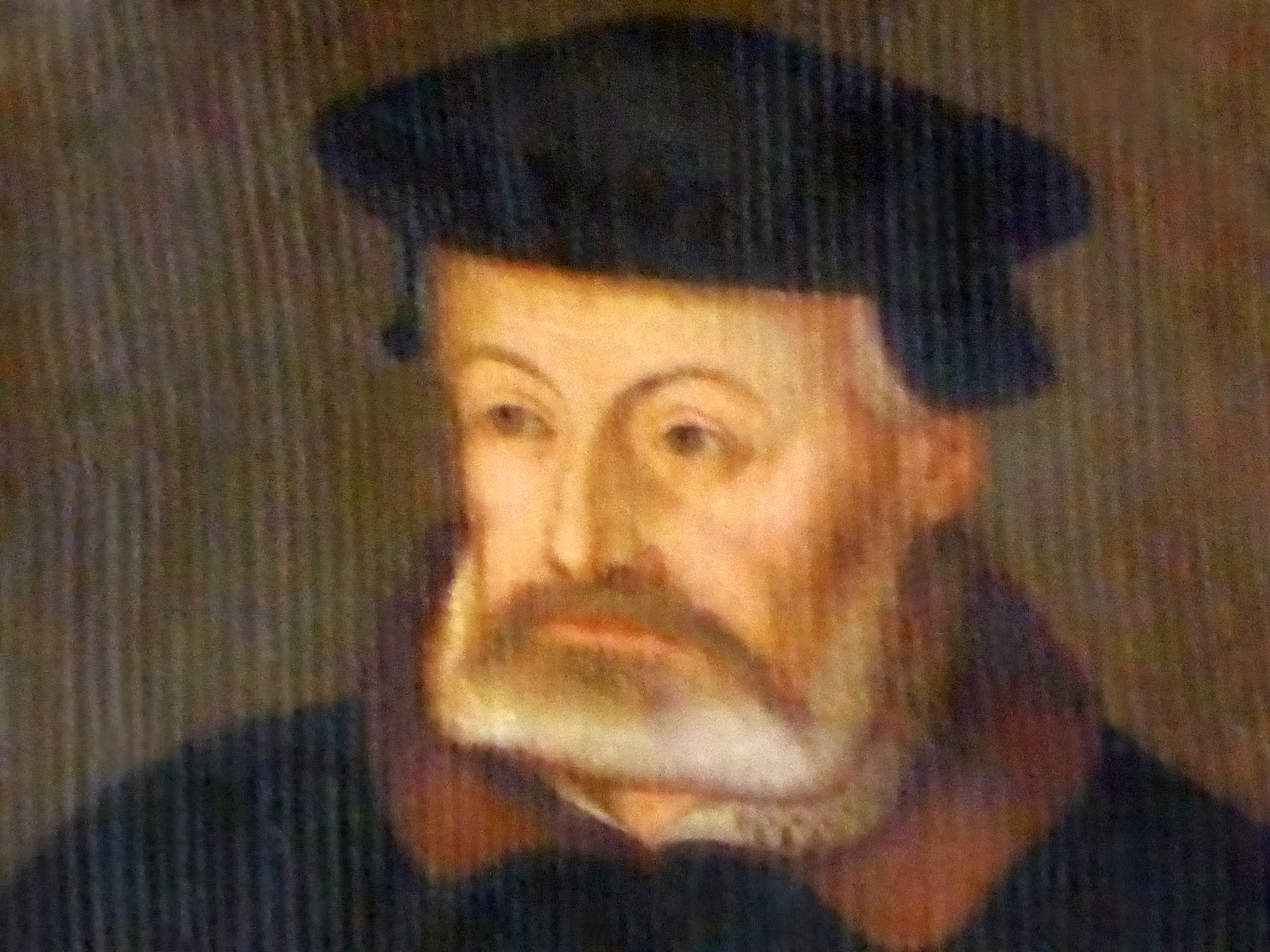
Johannes Brenz (Jonathan Sauter 1584, Brenz-Epitaph in der Stiftskirche Stuttgart)

Am 2. Mai 1530 traf die kursächsische Delegation in Augsburg ein. Im Gepäck hatte sie die Schwabacher Artikel und weitere Dokumente, darunter die Marburger Artikel und (nach älterer Forschungsmeinung) die Torgauer Artikel. In Augsburg erfuhr Melanchthon, dass der altgläubige Theologe Johannes Eck eine Zusammenstellung kontextloser, aus seiner Sicht ketzerischer Sätze verschiedener Reformatoren veröffentlicht hatte, die 404 Artikel zum Reichstag zu Augsburg. Eck schlug eine Disputation über diese Artikel vor, also ein „ritualisiertes, agonales Streitgespräch zwischen Gelehrten“, und stellte sich als altgläubiger Disputator zur Verfügung. Dazu kam es dann nicht, aber die Wittenberger waren aufgeschreckt. Melanchthon wusste seit der Leipziger Disputation 1519, dass Eck ein sehr schwerer Gegner sein würde. Seine 404 Artikel stellten die Wittenberger vor die Alternative, diese missverständlichen Zitate entweder vor dem Kaiser zu verteidigen oder sich geschlagen zu geben. Das Gegenmittel sei es, die eigene Lehre im Zusammenhang darzustellen, schrieb Melanchthon in einem Brief an Luther (11. Mai 1530). Er begann deshalb in Augsburg mit der Arbeit an einer kursächsischen Bekenntnisschrift, die den Arbeitstitel Apologie bekam: die embryonale Confessio Augustana mit ihrer charakteristischen Zweiteiligkeit von Lehrartikeln (Artikel 1–13) und Abwehr von Ecks Kritik (ab Artikel 14). Melanchthon legte die mitgebrachten Texte zugrunde, besprach sich aber mit anderen in Augsburg anwesenden Theologen, so dass das Ergebnis zwar weitgehend von Melanchthon formuliert war, doch den Charakter eines Gemeinschaftswerks hatte. Als wichtigster Mitarbeiter Melanchthons gilt Johannes Brenz aus Schwäbisch Hall, der zur brandenburg-ansbachischen Delegation gehörte. Weiterhin werden der hessische Hofprediger Erhard Schnepf, Justus Jonas und Georg Spalatin aus der kursächsischen Delegation sowie der Augsburger Urbanus Rhegius als Mitarbeiter genannt.
Mitte Mai erfuhr Johann von Sachsen, dass die Mission des Sondergesandten Hans von Doltzig gescheitert war und dem Kaiser die ihm lateinisch vorgelegten Schwabacher Artikel missfielen. Für die kursächsische Delegation waren diese Artikel ein Text, mit dem man sich identifizierte und von dem man inhaltlich nicht lassen wollte. Wenn man die Schwabacher Artikel aber auf dem Reichstag dem Kaiser noch einmal präsentieren wollte, war es nötig, sie in einen neuen „Aggregatzustand“ (Wilhelm Maurer) zu überführen. Der Text der Schwabacher Artikel ging daher stark umformuliert in die Confessio Augustana ein. Richard Cahill betont, dass Melanchthon erst jetzt in mehreren Artikeln der Confessio Augustana Verdammungen der Täuferbewegung hinzufügte: damit habe er die Gemeinsamkeit mit der kaiserlichen Politik betont.
Am 15. Juni zog Karl V. festlich in Augsburg ein. Der politische Druck, den der Kaiser danach auf die protestantischen Stände ausübte, ließ sie zusammenrücken. Kurfürst Johann von Sachsen gestattete, dass andere ihre Unterschrift unter die von Melanchthon vorbereitete Bekenntnisschrift setzten, zunächst Markgraf Georg von Brandenburg-Ansbach und am 18. Juni die Nürnberger Städteboten. Die neun Tage im Juni bis zur Verlesung der deutschen Fassung der Confessio Augustana vor dem Kaiser und Überreichung der lateinischen und deutschen Dokumente waren durch intensive Textarbeit gekennzeichnet. Die abschließende Beratung fand am 23. Juni statt; am Folgetag sollte sie dem Kaiser überreicht werden. Der sächsische Kurfürst, der Landgraf von Hessen, der Markgraf von Brandenburg-Ansbach, die Herzöge Ernst und Franz von Lüneburg sowie die Städteboten von Nürnberg und Reutlingen nahmen daran teil, außerdem zwölf Theologen und weitere Gelehrte. Aber der Text stand noch nicht. Es war noch so viel Redaktionsarbeit zu leisten, dass man den Kaiser um einen zeitlichen Aufschub bat, den dieser aber ablehnte. Aus anderen Gründen wurde sie dann doch auf den 25. Juni verschoben. So wurde dann bis in die Nacht auf den 25. unter Zeitdruck am Text gearbeitet. Melanchthon selbst scheint bis zuletzt am lateinischen Text gefeilt zu haben, ohne diese Änderungen in der deutschen Version nachzutragen. Die redaktionellen Prozesse anhand der erhaltenen 27 deutschen und 17 lateinischen Handschriften nachzuvollziehen, ist sehr komplex; es ist nicht einmal in jedem Fall möglich, Handschriften, die vor der Verlesung entstanden sind, von solchen, die erst nach der Verlesung entstanden, sicher zu unterscheiden. Wilhelm Maurer vermutet vorsichtig, dass deutsche und lateinische Entwürfe in dem Theologen- und Juristenkreis um Melanchthon und den kursächsischen Kanzler Brück von Hand zu Hand gingen und von mehreren Personen mit Änderungen versehen wurden. Dabei sei keine gemeinsame theologische oder politische Tendenz dieser Änderungen erkennbar.

## Aufbau und Inhalt
Die Confessio Augustana wurde in zwei Sprachversionen überreicht. Deutsch (Frühneuhochdeutsch) war die Sprache der unterzeichnenden Fürsten und Städtevertreter, mit der sie sich an die in Augsburg versammelten Reichsstände als Publikum wandten. Lateinisch war die Sprachversion, mit der die Protestanten sich an den Kaiser und seinen Beraterstab wandten. Denn in diesem Stab beherrschten viele kein Deutsch, aber alle Latein. Karl V. selbst war in einem burgundisch-romanischen Umfeld aufgewachsen, er sprach Französisch und war imstande, Latein schriftlich und mündlich zu verstehen.
Die Confessio Augustana ist Teil einer Diskussion, was hier nur exemplarisch gezeigt werden kann:
- Melanchthon als Hauptverfasser warb um Zustimmung zu den reformatorischen Veränderungen, die die Unterzeichner bereits durchgeführt hatten.
- Von Seiten der altgläubigen Reichsstände und ihrer Theologen kam die Confutatio als differenzierte, insgesamt ablehnende, in vielen Punkten aber auch zustimmende Antwort. Bedeutende altgläubige Theologen des Reichs, im Folgenden als Confutatoren bezeichnet, gaben hier ihre Einschätzung reformatorischer Theologie, bevor das Konzil von Trient seine Beschlüsse fasste. (In Trient lag die Confessio Augustana nachweislich vor, als dort über Rechtfertigungs- und Sakramentenlehre verhandelt wurde.[30])
- Melanchthon antwortete darauf wiederum mit der Apologie der Confessio Augustana. Zunächst musste er sich mit Notizen behelfen, die bei der Verlesung der Confutatio entstanden waren. Der Kaiser nahm diese Apologie aber nicht mehr entgegen. Später bekam Melanchthon eine Kopie der Confutatio in die Hände. Die Lektüre veranlasste ihn, die Apologie weitgehend neu zu schreiben.[31] Noch später überarbeitete er die Confessio Augustana, damit sie besser zur Apologie passte.

Interessant ist auch, welche Protestanten nicht bei dieser Diskussion mitmachen durften, während über sie geredet wurde: Zum einen Zwingli in Zürich und von ihm beeinflusste Theologen in Oberdeutschland (teilweise in Augsburg durch ein eigenes Bekenntnis repräsentiert, die Confessio Tetrapolitana). Zweitens die Täufer, die durch das Wiedertäufer-Mandat des Reichstags zu Speyer 1529 mit der Todesstrafe bedroht waren. Die Wiedertäufer werden von der Confessio Augustana ohne Einschränkungen verurteilt, es gibt keinen Versuch zur Verständigung mit ihnen. Gegen die Täuferbewegung richten sich explizit die Artikel 5, 9, 12, 16 und 17.
Dem Folgenden liegt der 1530 in Augsburg überreichte lateinische Text zugrunde. Das Original ist nicht erhalten, aber vor seiner Zerstörung wurden Abschriften angefertigt. Sie bildeten die Grundlage für die Rekonstruktion des lateinischen Textes durch Heinrich Bornkamm, der ihn dann in modernes Deutsch übersetzte.

### Vorwort

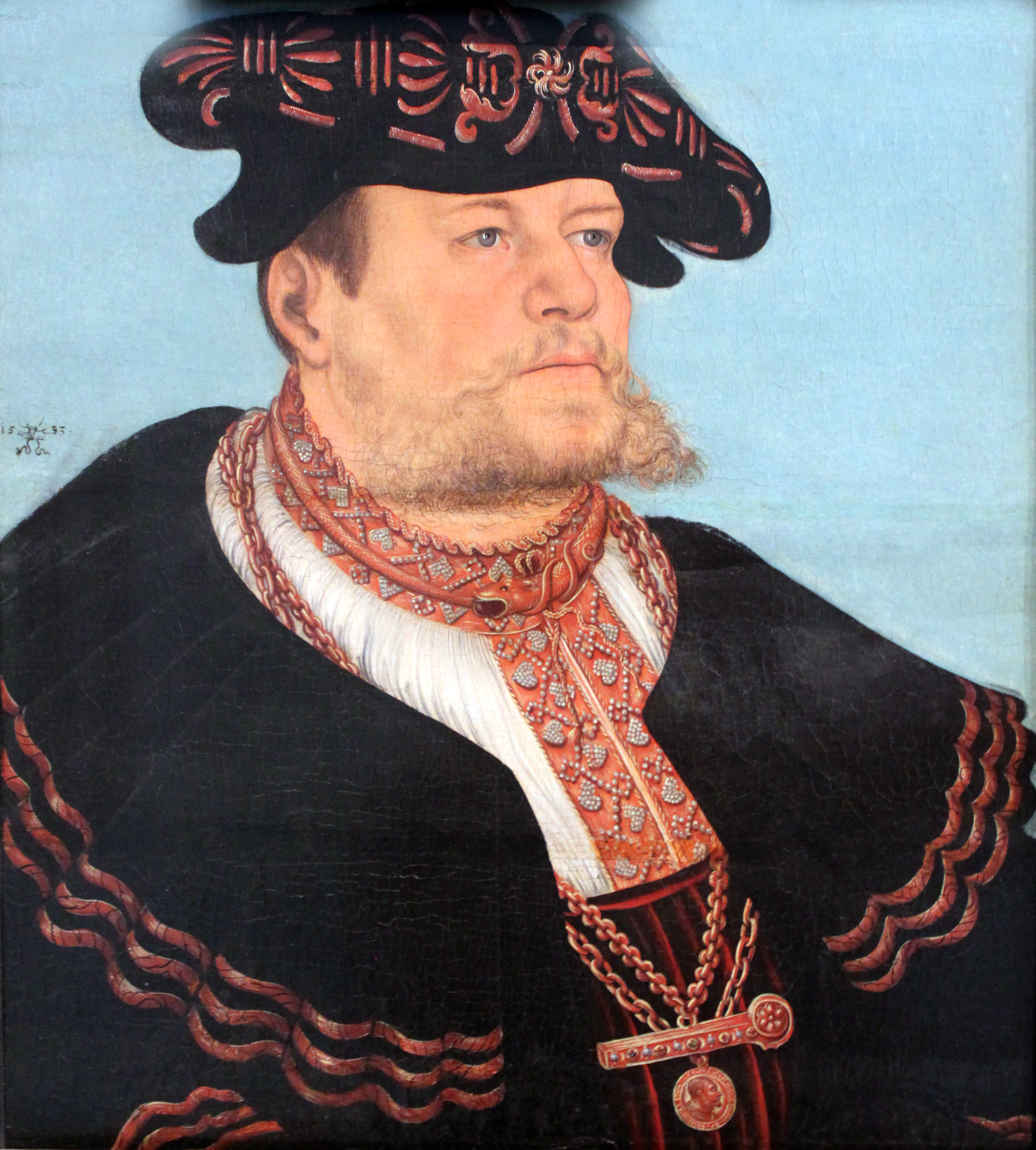
Gregor Brück, kursächsischer Kanzler (Lucas Cranach der Ältere 1533, Germanisches Nationalmuseum)

Melanchthon verfasste mehrere Entwürfe für das Vorwort. Anfangs war er optimistisch, dass der Kaiser ein unparteiischer Schiedsrichter in Religionsfragen sein wolle. Doch wurde der kursächsischen Delegation Mitte Mai klar, dass Karl V. den Evangelischen nicht entgegenkommen würde. Nun galt es, die Reformation als harmloses Reformprojekt darzustellen. Der Vorworts-Entwurf der Handschrift Na wirkt untertänig, fast flehend. Aber in der Vorrede, die letztlich überreicht wurde, herrscht ein anderer Ton, und sie hat einen anderen Verfasser: Der kursächsische Kanzler Gregor Brück schrieb den frühneuhochdeutschen Text. Er suchte einerseits das Wohlwollen des kaiserlichen Adressaten. Daher betonte er, dass die Evangelischen anders als die Gegenseite die gewünschten Texte schon vorbereitet hätten und sich auf das von Karl V. angeregte Schlichtungsverfahren einließen. Aber es galt auch, Handlungsfreiheit zu bewahren für den Fall, dass der Kaiser eine den Unterzeichnern ungünstige Entscheidung fällte. Brück hielt die Option offen, gegebenenfalls an ein künftiges Konzil zu appellieren. Maurer schreibt: „Hier tritt die politische Seite der Bekenntnisbildung so deutlich hervor wie sonst nirgends.“ Implizit gab Brücks Vorrede dem Kaiser zu verstehen, dass die protestantischen Stände ein Dekret des Kaisers bzw. des Reichstags in der Religionsfrage nicht anerkennen würden. Justus Jonas übersetzte Brücks Vorrede ins Lateinische.

### Hauptartikel des Glaubens
Articuli fidei praecipui

#### Positive Darstellung der eigenen Lehre
- Artikel 1: Gott (CA I. De Deo)
- Artikel 2: Die Erbsünde (CA II. De peccato originis)
- Artikel 3: Der Sohn Gottes (CA III. De filio Dei)
- Artikel 4: Die Rechtfertigung (CA IV. De iustificatione)
- Artikel 5: Das kirchliche Amt (CA V. De ministerio ecclesiastico)
- Artikel 6: Der neue Gehorsam (CA VI. De nova oboedientia)
- Artikel 7: Die Kirche (CA VII. De ecclesia)
- Artikel 8: Was ist die Kirche? (CA VIII. Quid sit ecclesia?)
- Artikel 9: Die Taufe (CA IX. De baptismo)
- Artikel 10: Das Mahl des Herrn (CA X. De coena domini)
- Artikel 11: Die Beichte (CA XI. De confessione)
- Artikel 12: Die Buße (CA XII. De poenitentia)
- Artikel 13: Der Sakramentsempfang (CA XIII. De usu sacramentorum)

##### Artikel 1–6: Trinität, Christologie, Rechtfertigung
Der 1. Artikel der Confessio Augustana fordert, die Trinitätslehre des Nicaeno-Konstantinopolitanum „ohne jede Einwendung“ zu glauben. Akzeptanz oder Ablehnung dieses altkirchlichen Glaubensbekenntnisses war ein beliebter Lackmustest, um Rechtgläubige und Häretiker zu unterscheiden. Die Unterzeichner der Confessio Augustana machten so gleich im 1. Artikel klar, dass sie sich als Teil der katholischen Kirche sahen. Der Artikel beschreibt dann die Trinität mit Formulierungen, die an das Athanasianum anklingen. Artikel 1 schließt mit einem Ketzerkatalog, der altkirchliche Verdammungsurteile übernimmt, beiläufig die Muslime als Leugner der Trinität erwähnt und auch im Blick hat, dass es im 16. Jahrhundert Antitrinitarier gab, die hier als „Samosatener neuester Art“ bezeichnet werden. Wer genau gemeint ist, bleibt unklar. Die Ketzernamen gelten als zeitlose Typen falscher Lehre. Bedenkt man, dass die Zwinglianer ein Hauptgegner der Confessio Augustana sind, so ist auffällig, dass sie nicht mit einer altkirchlichen Ketzergruppe identifiziert werden. Aus Sicht der altgläubigen Confutatoren hatten die Unterzeichner der Confessio Augustana den elementaren Häresietest mit den Festlegungen in Artikel 1 bestanden, ihr trinitarisches Bekenntnis „muss anerkannt werden“ (acceptanda est). Johann Eck hatte in den 404 Artikeln Luther einer häretischen Trinitätslehre verdächtigt; darauf bestand er nun nicht mehr.
Die Artikel 2 bis 4 bilden eine Dreiergruppe: Die Erbsündenlehre und die auf dieser aufbauende Rechtfertigungslehre rahmen die Christologie. Gunther Wenz notiert, dass die Augustana keinen Artikel über die Schöpfung enthält, sondern sofort auf die Erbsünde zu sprechen kommt. Das Sündersein des Menschen sei in der reformatorischen Theologie so radikal gedacht, dass der Mensch nicht abgesehen von der Erbsünde als gute Schöpfung Gottes wahrgenommen werde. Die Erbsünde betrifft nach dem Sündenfall alle Menschen, die „im natürlichen Zusammenhang der Fortpflanzung mit Sünde geboren“ sind – diese traditionell gehaltene Formulierung in Artikel 2 soll Jesus Christus von der Erbsünde ausschließen. Sie äußere sich darin, dass die Menschen „ohne Gottesfurcht, ohne Vertrauen auf Gott und mit Begierde“ lebten. Die Confessio Augustana betont, dass die Erbsünde wirklich Sünde sei. Das geht gegen Autoren der Scholastik, aber auch gegen Zwingli, der die Erbsünde als eine Art Krankheit verstand. Wer wie die „Pelagianer und andere“ meint, der Mensch könne „durch eigene Kräfte seiner vernünftigen Natur vor Gott gerechtfertigt werden“, entwerte die von Jesus Christus bewirkte Erlösung. Die katholischen Confutatoren problematisierten, dass die päpstliche Bulle Exsurge Domine unter den Irrtümern Luthers die Lehre aufgeführt hatte, die Begierde (concupiscentia) verbleibe im Säugling auch nach der Taufe; die Confessio Augustana drücke sich hier missverständlich aus. In der Apologie suchte Melanchthon zu belegen, dass Artikel 2 nur die Erbsündenlehre der Alten Kirche von scholastischen Verharmlosungen gereinigt habe. In den Vergleichsgesprächen während des Augsburger Reichstags und dann auf dem Wormser Religionsgespräch 1541 erläuterte die evangelische Seite diesen Erbsündenartikel den katholischen Gesprächspartnern so, dass diese zustimmten.

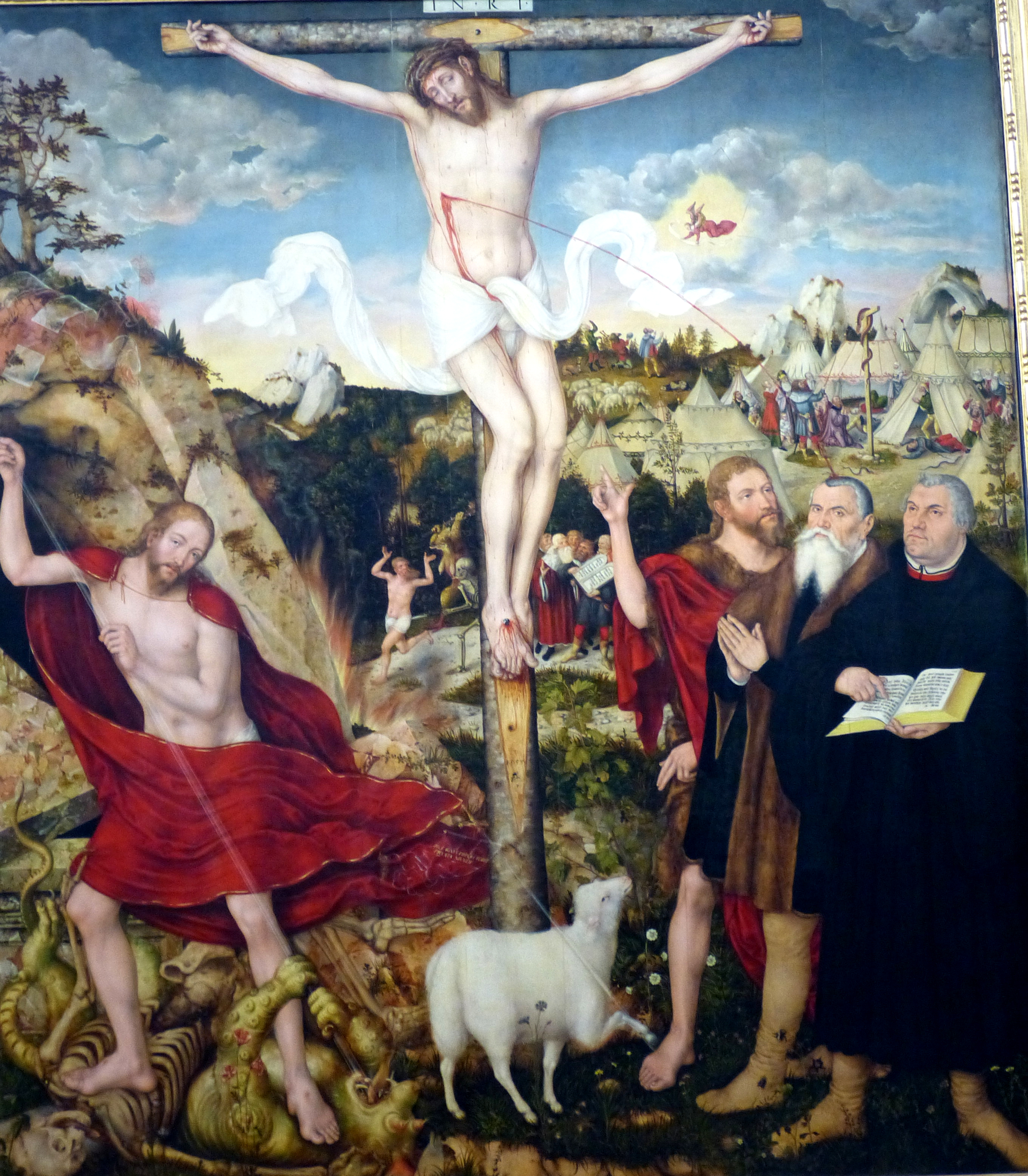
Kreuzigungsaltar, Lucas Cranach der Jüngere 1555, Herderkirche (Weimar)

Der christologische Artikel 3 schließt sich eng an das altkirchliche Dogma an. Er bekennt die Jungfrauengeburt mit Formulierungen des Athanasianums, bejaht die orthodoxe Zweinaturenlehre und referiert Kreuzigung, Höllenfahrt Christi, Auferstehung, Himmelfahrt Christi und dessen Regentschaft über die Erde bis zur Wiederkunft im Endgericht nach dem Apostolischen Glaubensbekenntnis. Originell ist, wie Zweinaturenlehre (Person Christi) und Versöhnungslehre (Werk Christi) miteinander verschränkt sind; hier werden unpolemisch Grundlagen für die Rechtfertigungslehre gelegt. Die Augustana hält fest: Jesus Christus (wahrer Mensch und wahrer Gott) versöhne die Menschen mit Gott; es handle sich um ein innertrinitarisches Geschehen, bei dem Gott sich selbst gegenübertrete, also Subjekt und Objekt der Versöhnung sei. Artikel 3 war so formuliert, dass die Confutatoren problemlos zustimmen konnten. Der heikle Punkt ist dabei das Thema Inkarnation. Denn die Akzentsetzungen in der Inkarnationslehre wirken sich in anderen Artikeln aus, vor allem im Verständnis des Abendmahls (Artikel 10). Der Konflikt zwischen Luther und Zwingli in der Abendmahlsfrage brachte ans Licht, dass sie auch in der Christologie verschiedener Meinung waren. Melanchthons Leistung in der Augustana liegt darin, dass er die reformatorische Rechtfertigungs- und Abendmahlslehre von einer Christologie her dachte, die im Rahmen der westkirchlichen Tradition blieb.
Der Rechtfertigungsartikel 4 baut auf dem Erbsündenartikel auf. Es ist vorausgesetzt, dass die Sünde den Menschen völlig bestimmt und er deshalb zu seiner Rechtfertigung vor Gott (coram Deo) nichts beitragen kann. Menschliche Verdienste kommen daher nicht in Betracht; die Menschen werden „ohne ihr Zutun gerechtfertigt um Christi willen durch den Glauben.“ Der Glaubensbegriff wird an dieser Stelle der Confessio Augustana noch nicht erläutert, sondern nur, dass der Glaube in der Überzeugung des Menschen bestehe, dass ihm Gott um Christi willen die Sünden vergeben habe: „Diesen Glauben erkennt Gott als Gerechtigkeit vor sich an (imputat).“ Der Gedanke der „Anerkennung, Anrechnung“ (imputatio) ist typisch für Luthers Rechtfertigungslehre und kommt aus der Tradition des Ockhamismus, in der Luther ausgebildet worden war. Die altgläubige Kritik der Confutatoren klingt in ihrer Behandlung von Artikel 4 nur an und wird bei Artikel 6 entfaltet.
Die Überschrift von Artikel 5 ist irreführend. Es geht primär nicht um das kirchliche Amt, sondern um die Bedeutung der Gnadenmittel (Wort und Sakrament). „Damit wir diesen Glauben erlangen, ist das Amt [von Gott] eingesetzt, welches das Evangelium verkündigt und die Sakramente darreicht.“ Mit Evangelium ist an dieser Stelle die Rechtfertigungslehre gemeint. Hintergrund des 5. Artikels ist die Auseinandersetzung der Wittenberger Reformation mit Täufern und Spiritualisten (den von Luther so genannten „Schwärmern“). Subjektiv machten diese die Erfahrung, vom Heiligen Geist innerlich geleitet zu werden. Dagegen betonte Luther, dass Wort und Sakrament dem Menschen von außen dargeboten werden.
Artikel 6 erklärt: „Jener Glaube muß gute Früchte hervorbringen, man muß die von Gott gebotenen guten Werke tun, weil Gott es will“ – aber nicht, um sich die Rechtfertigung damit zu verdienen. Das gute Tun ist nach Artikel 6 eine Folge der Rechtfertigung, die allerdings eintreten „muß.“ Das ist mehr Melanchthons Anliegen als dasjenige Luthers. Der Mensch soll sich von Gott die guten Werke inhaltlich vorgeben lassen. Man soll sich nicht selbst fromme Werke ausdenken, um Gott zu gefallen. Die Confutatoren betonten, dass im Neuen Testament insgesamt Rechtfertigung und gute Werke nicht so strikt getrennt seien, wie es die Reformatoren mit Berufung auf Paulus darstellten. Es sei „die durch Gottes Gnade ermöglichte und nach Gottes Gnade als zureichend erkannte Liebe, die die Rechtfertigung vor Gott erlangt.“

##### Artikel 7: Kirchenbegriff

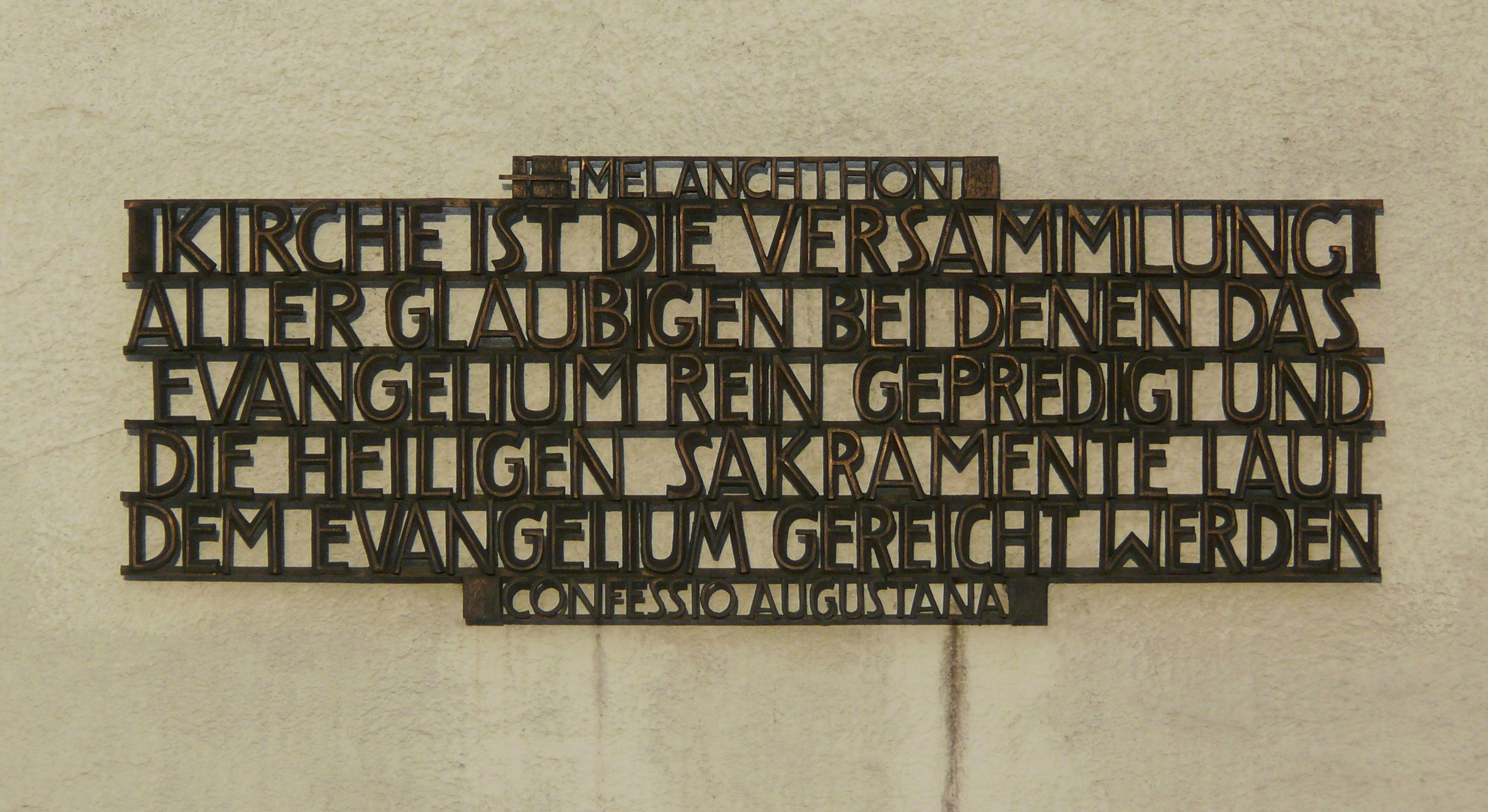
Zitat an der Fassade der Apostelkirche, Weilheim in Oberbayern

Der Kirchenartikel 7 ist das Zentrum des ersten Teils der Confessio Augustana. „Es gibt eine heilige christliche Kirche, die immer bleiben wird. Die Kirche aber ist die Versammlung der Heiligen, in der (in qua) das Evangelium rein gelehrt wird und die Sakramente recht verwaltet werden. Und zur wahren Einheit der Kirche ist es genug, daß man übereinstimme in der Lehre des Evangeliums und der Verwaltung der Sakramente.“
Im Apostolischen Glaubensbekenntnis wird die Kirche als „Gemeinschaft der Heiligen“ (communio sanctorum) bezeichnet. Der Begriff communio sanctorum wurde im Mittelalter in zwei verschiedenen Bedeutungen gebraucht:
- Gemeinschaft der Christen,
- gemeinsame Teilhabe an den heiligen Dingen (sancta), besonders den Sakramenten.

Melanchthons Formulierung in der Augustana „Versammlung der Heiligen“ (congregatio sanctorum) betont die erste Bedeutung. Diese Formulierung war das einzige, was die altgläubigen Confutatoren 1530 in Augsburg an Artikel 7 beanstandeten. Sie sahen darin eine Geringschätzung der Institution Kirche zugunsten eines spiritualistischen Kirchenbegriffs. In seiner Apologie verwies Melanchthon auf Artikel 8; die sichtbare Kirche, zu der nicht nur Heilige gehören, werde nicht vergleichgültigt. Die äußere Verfasstheit der Kirche ist in der Confessio Augustana weniger wichtig als in der katholischen Theologie – das hatten die Confutatoren zutreffend bemerkt. Liturgische Traditionen oder die Organisationsform der Kirche sind freigestellt; hier kann Vielfalt herrschen. „Um es ganz klar zu sagen: wir haben in Art. 7 eine Definition von Kirche vor uns, die hinreichend sein will, dabei aber ohne jeden Bezug zum bischöflichen Amt auskommt“, kommentiert Notger Slenczka.
Er folgert aus der Zentralstellung von Artikel 7: Die Confessio Augustana sei kein Glaubensbekenntnis in dem Sinn, dass die Unterzeichner sich damit zur Trinitätslehre, Christologie oder Rechtfertigungslehre in den hier vorgelegten Formulierungen bekannten. Die unterzeichnenden Fürsten und Städtevertreter verpflichteten sich vielmehr, die Rahmenbedingungen für die rechte Wortverkündigung und Sakramentenspendung in ihren Territorien bzw. Städten zu schaffen und damit „Kirche“ zu ermöglichen.

##### Artikel 8–13: Sakramente
Die Überschrift von Artikel 8 ist nachträglich und irreführend. Es geht nicht um das Wesen der Kirche, sondern um die Gültigkeit der von „Heuchlern und Schlechten“ gespendeten Sakramente. Das Oberthema Sakramente spannt einen Bogen von Artikel 8 bis Artikel 13. Artikel 8 wehrt den Vorwurf des Donatismus ab: Wenn unwürdige evangelische Geistliche Wort und Sakrament spenden, so sind diese Gnadenmittel trotzdem wirksam „wegen der Anordnung und des Befehls Christi.“ Die Confutatoren erkannten Artikel 8 ohne Einschränkungen als rechtgläubig an.

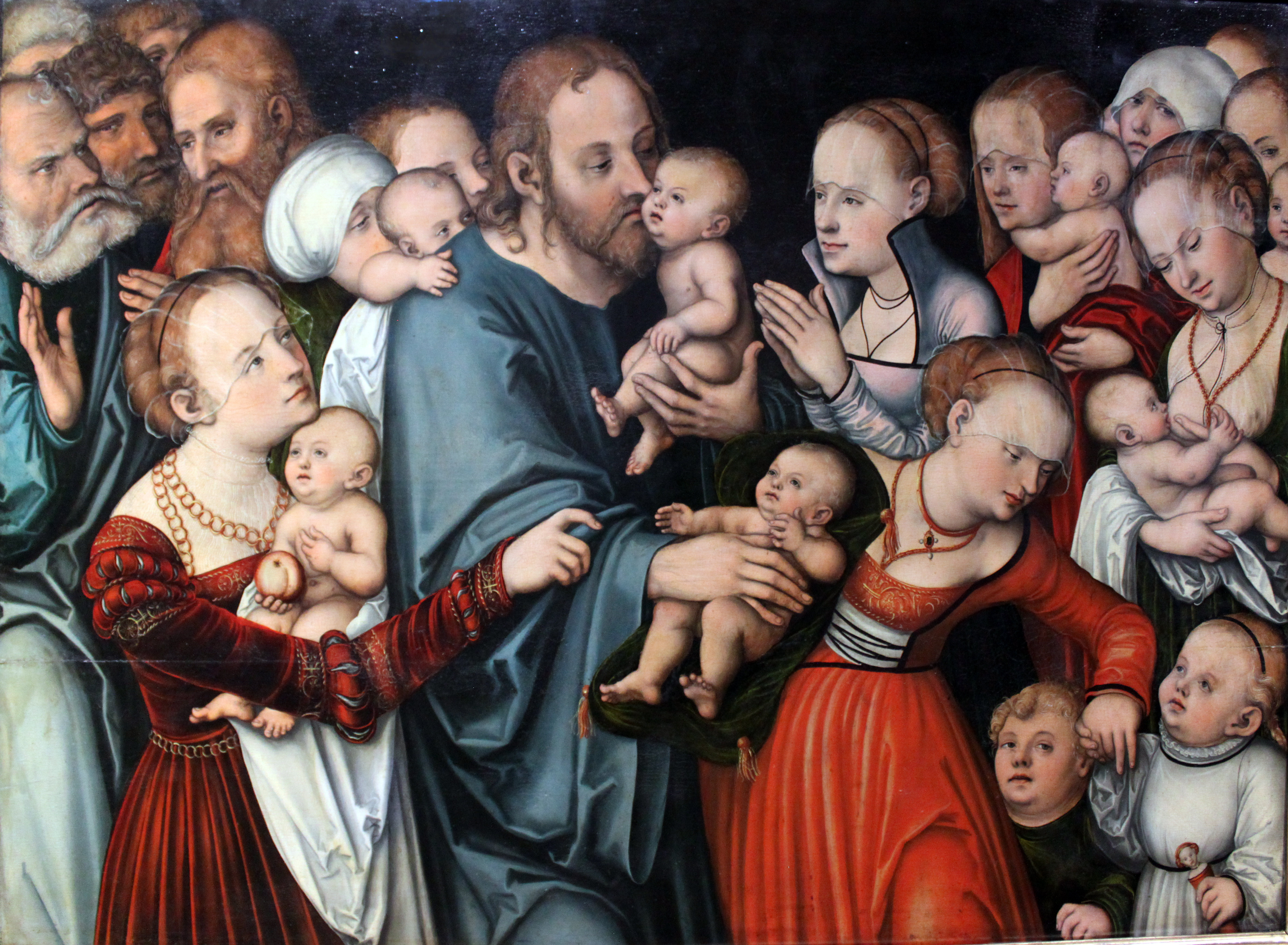
Christus segnet die Kinder (Lukas Cranach der Ältere 1535/40, Städelsches Kunstinstitut)

Artikel 9 betont, dass die Kindertaufe heilsnotwendig sei, und verdammt die „Wiedertäufer“, weil sie das bestreiten. Die gemeinsame Front mit den Altgläubigen gegen die Täuferbewegung war Melanchthon offenbar so wichtig, dass die inhaltliche Bestimmung der Taufe, wie sie in den Schwabacher Artikeln stand, einfach ausfällt. Diese Tauflehre hätte Ansatzpunkte für die altgläubige Kritik geboten, und das wollte man offenbar nicht riskieren. In der Confessio Augustana kommt also nur ein kleines Segment der lutherischen Tauflehre zur Sprache. Für ein Gesamtbild kann man die Ausführungen im Großen Katechismus hinzunehmen und hier besonders den Gedanken, dass ein Christ täglich aus der Taufe leben solle. „Die aphoristische Kargheit der Taufaussagen in der Augustana hat zu Explikationen ermuntert, aber auch Zweifel geschürt“, bemerkt Juha Pihkala zur Wirkungsgeschichte. Dass die altgläubigen Confutatoren des Augsburger Reichstags den Artikel 9 problemlos als rechtgläubig anerkannten, habe Vertreter der lutherischen Frühorthodoxie fragen lassen, ob Artikel 9 ein „Trojanisches Pferd“ sei, mit dem die Lehre von der Wirksamkeit des Sakraments allein durch die vollzogene Handlung (ex opere operato) in die lutherische Kirche zurückkehre – zumal vom Glauben des Empfängers hier nichts verlaute.
Artikel 10 behandelt das Thema Abendmahl, das innerprotestantisch Gegenstand heftiger Auseinandersetzungen war. „Leib und Blut Christi sind im Abendmahl wahrhaft gegenwärtig und werden denen, welche (es) genießen, ausgeteilt“ – wer anders darüber denkt, wird „abgelehnt“, aber nicht verdammt: hier machte Philipp von Hessen seinen politischen Einfluss geltend, um den Bruch mit den Schweizern und Oberdeutschen zu vermeiden. Der deutsche Text ist allerdings schärfer formuliert. Artikel 10 betont die Realpräsenz (und den Konsens mit den Altgläubigen), erläutert aber nicht, warum sie Lutheranern wichtig ist: dafür ist man auf Artikel 13 verwiesen. Wilhelm Maurer konstatiert in Artikel 10 eine lapidare Kürze, die über die Behauptung der Realpräsenz kaum hinausgehe, in einer Sprache, die „mehr verhüllt als erklärt.“ Er zieht gleichzeitige Aussagen Luthers hinzu, um dessen damalige Lehre über das Abendmahl darzustellen, und stellt fest: Wenn man Artikel 10 mit Luthers Abendmahlstexten vergleicht, „so kann man nur betrübt feststellen, wie wenig seine genuinen Sakramentsgedanken in die von Melanchthon inaugurierte Entwicklung Eingang gefunden hatten.“ Die altgläubigen Confutatoren waren mit Melanchthons Abendmahlslehre in Artikel 10 der Augustana einverstanden: „Denn sie bekennen, dass in dem Sakrament nach ordnungsgemäßer Konsekration wesentlich und wahrlich zugegen sei der Leib und das Blut Christi.“ Es solle aber noch erwähnt werden, dass auch unter der Gestalt des Brotes der ganze Christus empfangen werde. Und die Formel „wirklich und wesentlich“ (vere et realiter) sei nützlich, um den Unterschied gegenüber Zwingli und den Straßburgern noch klarer zu markieren. In seiner Apologie der Confessio Augustana kam Melanchthon diesem Wunsch bereitwillig nach: Christus sei im Abendmahl „wahrhaft und wesentlich“ (vere et substantialiter) gegenwärtig. Konsens bestehe in diesem Punkt nicht nur mit der römischen, sondern – wie man neuerdings erfahren habe – auch mit der griechischen Kirche. In der Göttlichen Liturgie bete ja der orthodoxe Priester, „daß der Leib Christi infolge der Wandlung des Brotes (mutato pane) entsteht.“ Dem lutherischen Kirchenhistoriker Leif Grane geht diese Gleichsetzung lutherischer, katholischer und orthodoxer Eucharistiefeier in der Apologie zu weit: Melanchthon habe die theologischen Unterschiede bewusst verschleiert.
Nach Taufe und Abendmahl wird in Artikel 11 die Beichte thematisiert. Diese Reihenfolge legt nahe, dass Melanchthon die Buße zu den Sakramenten rechnete. Die Confessio Augustana hält an der Privatbeichte fest. Alle Sünden zu bekennen sei unmöglich und darum auch nicht Bedingung für die Absolution.
Die traditionelle Aufgliederung des Bußsakraments in Reue des Herzens (cordis contritio), mündliches Bekenntnis (oris confessio), Absolution und vom Priester festgelegte Genugtuung (satisfactio pro peccatis) wird in Artikel 12 zugunsten eines neuen Bußverständnisses aufgegeben. Die Absolution ist in der Confessio Augustana als Evangeliumsverkündigung zu verstehen. Die Buße besteht nach Artikel 12 aus zwei Teilen: dem Erschrecken im Gewissen über die Sünde (= contritio) und dem durch die Absolution geweckten Glauben. Gute Werke „müssen“ folgen, wie in Artikel 6 dargelegt. Die Verwerfungen des 12. Artikels richten sich gegen Anschauungen einzelner Täufer wie Hans Denck, wonach der durch die Taufe neu geborene Mensch nicht sündige. Beiläufig werden auch die altkirchlichen Novatianer als Ketzer verurteilt. Das Gewicht liegt aber auf der dritten Verwerfung, die jenen gilt, die die traditionelle katholische Bußlehre weiterhin predigen, weil sie „uns anweisen, die Gnade durch unsere Genugtuungswerke zu verdienen.“
In Abgrenzung zu Zwingli betont Artikel 13, die Sakramente seien mehr als bloße „Erkennungszeichen“ (notae professionis), an denen man die Christen von anderen Leuten unterscheiden kann. Vielmehr seien sie von Gott eingesetzt, um den Glauben zu stärken. Durch die Sakramente werden dem, der sie gläubig empfängt, Gottes Verheißungen „dargeboten und vor Augen gehalten.“ Die Sakramentenlehre der Confessio Augustana begibt sich in einen hermeneutischen Zirkel: Die Sakramente erfordern den Glauben des Empfängers – und sie bewirken ihn. Die Confutatoren waren mit dem Sakramentsverständnis der Artikel 5 und 13 weitgehend einverstanden, präzisierten aber den Glauben des Sakramentsempfängers als einen „in der Liebe wirksamen“ Glauben und wünschten eine klare Aussage zur traditionellen Siebenzahl der Sakramente. In der Apologie antwortete Melanchthon darauf, die Zahl oder Zählung der Sakramente könne unterschiedlich sein. Christus habe drei Sakramente im engeren Sinn eingesetzt: Taufe, Abendmahl und Absolution (Bußsakrament); auf diese Handlungen beziehe sich jeweils ein Gebot und eine Verheißung der Bibel. In einem weiteren Sinn könnte beispielsweise die Ehe als Sakrament bezeichnet werden, dann aber auch das Gebet, das Almosengeben und anderes mehr. Wichtiger als solche Definitionsfragen schien ihm, dass die Sakramente im Glauben empfangen werden und nicht allein durch die vollzogene Handlung (ex opere operato) wirken.

#### Auseinandersetzung mit Kritik
- Artikel 14: Die kirchliche Ordination (CA XIV. De ordine ecclesiastico)
- Artikel 15: Die Kirchengebräuche (CA XV. De ritibus ecclesiasticis)
- Artikel 16: Die weltlichen Angelegenheiten (CA XVI. De rebus civilibus)
- Artikel 17: Die Wiederkunft Christi zum Gericht (CA XVII. De reditu Christi ad iudicium)
- Artikel 18: Der freie Wille (CA XVIII. De libero arbitrio)
- Artikel 19: Die Ursache der Sünde (CA XIX. De causa peccati)
- Artikel 20: Glaube und gute Werke (CA XX. De fide et bonis operibus)
- Artikel 21: Die Heiligenverehrung (CA XXI. De cultu sanctorum)

Die Artikel 14 bis 21 sind Auseinandersetzungen mit Kritikpunkten, die der führende altgläubige Theologe Johannes Eck in seinen 404 Artikeln vorgebracht hatte. Deshalb treten hier thematische Dopplungen zu den Lehrartikeln im engeren Sinn (den Artikeln 1 bis 13) auf. Die Artikel 14 bis 21 haben insgesamt die Tendenz, die Wittenberger Reformation von anderen reformatorischen Bewegungen zu unterscheiden, die abgelehnt werden (Täufer, Zwinglianer). Die kritische Distanzierung von der katholischen Kirche findet dagegen vorwiegend in den Artikeln 22 bis 28 statt.

##### Artikel 14: Ordination
Im christlichen Gottesdienst darf nach Artikel 14 nur die Person predigen und die Sakramente spenden, die dazu „rechtmäßig berufen“ wurde (rite vocatus). Eck rechnete die Verwerfung des Weihesakraments und die Lehre vom allgemeinen Priestertum aller Getauften zu den lutherischen Ketzereien. Von diesem allgemeinen Priestertum schweigt die Confessio Augustana. Leitend ist das Bestreben, das eigene Ordinationsverständnis so zu präsentieren, dass es von altgläubiger Seite nicht pauschal zurückgewiesen werden konnte. Wilhelm Maurer betont, dass für Luthers Theologie die Berufung zum kirchlichen Amt unabdingbar war (niemand könne sich selbst dazu ermächtigen), ihre rechtliche Form sei dagegen unerheblich. Dies konnte vor Ort unterschiedlich geregelt sein, man konnte sich auf eine freie Stelle auch selbst bewerben. Die bisherige sakramentale Priesterweihe lehnte Luther ab. Die Confutatoren akzeptierten Artikel 14 unter der Bedingung, dass „rechtmäßig berufen“ heiße: in Übereinstimmung mit dem Kirchenrecht berufen. In der Apologie der Confessio Augustana gibt es deshalb weitere Präzisierungen Melanchthons: Die Ordination erfolgt unter Handauflegung; richtig verstanden könnte sie als Sakrament bezeichnet werden. Die Ordinierten spenden Wort und Sakrament an Christi Statt und repräsentieren Christus gegenüber der Gemeinde.

##### Artikel 15: Kirchliche Traditionen
In Artikel 15 heißt es, es sei sinnvoll, kirchliche Traditionen weiter zu pflegen, wie etwa das Kirchenjahr mit seinen Festen. Aber man dürfe die Gläubigen nicht damit unter Druck setzen, dass man von der Befolgung solcher Traditionen das Seelenheil abhängig macht. Andererseits gebe es auch kirchliche Traditionen, die im Gegensatz zum Evangelium (= der Rechtfertigungslehre) stehen; diese müssten abgeschafft werden. Artikel 15 nennt dafür zwei Beispiele: die Klostergelübde (vgl. Artikel 27) und die Fastengebote (vgl. Artikel 26). Sie haben gemeinsam, dass sie ein asketisches Leben als christliches Ideal propagieren.

##### Artikel 16–17: Verhältnis zum Staat
Artikel 16 nimmt gegenüber dem gesellschaftlichen Leben eine durchweg positive Haltung ein. Christen können in der staatlichen Verwaltung, in der Justiz, im Militär, im Wirtschaftsleben tätig sein und Familien gründen. Die Unterzeichner „verurteilen die Wiedertäufer, welche den Christen diese weltlichen Geschäfte verbieten.“ Auch hier setzt sich Melanchthon mit Kritikpunkten Ecks auseinander. Dass die evangelische Ethik die staatliche Ordnung untergrabe, war wenige Jahre nach dem Bauernkrieg ein gefährlicher Vorwurf, der entsprechend deutlich zurückgewiesen wird. Wilhelm Maurer zeigt auf, dass Melanchthon sich in diesem Artikel selbst zitiert, nämlich sein 1528 veröffentlichtes Gutachten gegen die Wiedertäufer (Adversus anabaptistas iudicium). Täuferische Praxis besteht nach Melanchthon darin,
- Übernahme von obrigkeitlicher Verantwortung und Gehorsam gegenüber der Obrigkeit zu verweigern,
- Gericht- und Schwertgewalt der Obrigkeit abzulehnen,
- in Gütergemeinschaft ohne Privateigentum sowie Grundbesitz zu leben,
- Reichtum als Sünde zu verurteilen,
- von der Obrigkeit gesetztes Wirtschaftsrecht und Familienrecht abzulehnen,
- ein Ideal der Vollkommenheit zu pflegen, das dem Klosterleben vergleichbar sei.

Daraus folgt nach Maurer, dass alles, was Artikel 16 positiv über die Stellung des Christen zur Obrigkeit aussagt, der Abgrenzung gegenüber der Täuferbewegung dient. Auf dem Reichstag 1530 war es politisch klug, die ideologische Gemeinsamkeit mit der antitäuferischen Politik Habsburgs und Bayerns zu betonen. Aber auch davon unabhängig hatte Melanchthon keinerlei Verständnis für die Täufer und befürwortete ihre Verfolgung. Polemik gegen Täufer findet man in Melanchthons Unterricht der Visitatoren und in seinem Römerbriefkommentar. Sie richtet sich gegen die platonische Idee der Gütergemeinschaft und die Utopie einer gewalt- und herrschaftsfreien Gesellschaft. In Artikel 16 begegnet die Formulierung, es sei erlaubt „nach dem Recht Krieg zu führen“ (iure bellare). Kriterien zur Unterscheidung zwischen gerechten und ungerechten Kriegen gibt es nicht.
In Artikel 17 grenzt sich die Confessio Augustana erneut von der Täuferbewegung ab, indem sie die ewige Trennung zwischen Gläubigen und Gottlosen lehrt und Vorstellungen eines Gottesreichs auf Erden ablehnt. In der Täuferbewegung wurde die Lehre von der Allversöhnung aufgegriffen, die schon in der Alten Kirche ihre Vertreter hatte. Der historische Anlass für Artikel 17 war die Hinrichtung des Augsburger Täufers Augustin Bader am 30. März 1530 in Stuttgart. Die von Bader geleitete kleine Gruppe erwartete für das Jahr 1530 „die Türkenherrschaft und danach ein spiritualistisch verstandenes tausendjähriges Reich in Gütergemeinschaft unter seinem eben geborenen Sohn als Messias.“

##### Artikel 18–20: Ethische Konsequenzen der Rechtfertigungslehre
In Auseinandersetzung mit Ecks Kritik formulierte Melanchthon in Artikel 18 Luthers Lehre vom unfreien Willen so um, dass sie für altgläubige Gesprächspartner akzeptabel war. Im Bereich der bürgerlichen Gesetze und der Moral hat der Mensch demnach so viel Willensfreiheit, dass er Gesetze einhalten und anständig leben kann: „Aber er hat nicht die Kraft, ohne den Heiligen Geist die Gerechtigkeit Gottes, also die geistliche Gerechtigkeit zu wirken.“ Diese Kraft entsteht, wenn der Mensch innerlich durch das Wort den Heiligen Geist empfängt. Wilhelm Maurers Kritik an Artikel 18 fällt deutlich aus: Melanchthons Formulierungen „stehen nicht auf der Höhe von Luthers Willens- und Gnadenlehre;“ man solle nicht, wie Melanchthon es hier tut, über die Grenze zwischen menschlichem und göttlichem Willen nachgrübeln. Sein Hinweis auf die relative Freiheit des Menschen, politisch und ethisch richtig zu handeln, trage für das Thema nichts aus.
Melanchthon wehrte in Artikel 19 den Vorwurf ab, die Evangelischen machten Gott zur Ursache der Sünde und lehrten einen Determinismus. Eck hatte entsprechende Formulierungen in Melanchthons Römerbriefkommentar zitiert – und er hätte auch bei Luther fündig werden können. Artikel 19 betont dagegen: Der böse menschliche Wille sei die Ursache der Sünde; dieser Wille sei nicht von Gott geschaffen. Der Artikel dringt nicht tiefer in die Problematik ein und befasst sich nicht mit der Prädestination.
Artikel 20 wurde von Melanchthon erst spät verfasst, als der größte Teil der Confessio Augustana schon fertig war. Er kommentiert Artikel 6 und geht auf die Befürchtung ein, die evangelische Ethik wirke sich negativ auf das praktische Christenleben aus. Melanchthon argumentierte psychologisch, nur die evangelische Lehre bringe den unruhigen Gewissen Trost. Der christliche Glaube sei außerdem die Voraussetzung für ein moralisches Leben, „Philosophen“ seien aus sich heraus nicht imstande, ehrbar zu leben. Die Confutatoren widersprachen der in den Artikeln 4, 6 und 20 enthaltenen Rechtfertigungslehre grundsätzlich. Sie verstanden Rechtfertigung als einen fortdauernden Prozess „in der Logik des Verhältnisses von Verdienst und Lohn“, vertieften aber den Verdienstgedanken: Das Verdienst Christi (sein Leiden am Kreuz) ermögliche erst das Verdienst des Christen. Das Verdienst des Christen sei nichts, was der Mensch selbständig erbringen könnte, sondern ein Geschenk Gottes; das geringe Verdienst entspreche nicht dem großen Lohn, sondern Gott erkenne es aus reiner Gnade an. Melanchthon hatte erhebliche Schwierigkeiten, die reformatorische Rechtfertigungslehre gegen diese differenzierte Kritik der Confutatoren zu verteidigen; man sieht das daran, dass er fast ein Jahr brauchte, bis diese drei Artikel in der Apologie eine Form hatten, mit der er zufrieden war.

##### Artikel 21: Heiligenverehrung
Die Heiligenverehrung wird nicht unter den Missbräuchen thematisiert (ab Artikel 22), sondern als Teil der gemeinsamen christlichen Tradition. Man soll der Heiligen gedenken, weil sie Vorbilder christlichen Glaubens und Lebens seien. Aber die Anrufung der Heiligen wird ausgeschlossen; Jesus Christus allein sei nach biblischem Zeugnis „Mittler, Versöhner, Hohepriester und Fürbitter“.

#### Schlusswort zum ersten Teil
Melanchthon fasste zusammen, die Artikel 1–21 zeigten, dass die evangelische Lehre keineswegs „von der allgemeinen und von der römischen Kirche, wie wir sie aus den Kirchenschriftstellern kennen“ abweiche. Der Ketzervorwurf sei haltlos. „Der ganze Meinungsunterschied betrifft einige wenige bestimmte Mißbräuche, welche sich ohne sichere Autorität in den Gemeinden eingeschlichen haben.“ Der hier erhobene Anspruch besagt, dass die Confessio Augustana bis ins 11./12. Jahrhundert (Frühscholastik) im Einklang mit der kirchlichen Tradition sei. Die von den evangelischen Fürsten und Stadträten durchgeführten Reformen betreffen demnach spätmittelalterliche Fehlentwicklungen, die man korrigiert habe.

### Artikel, in denen die abgeschafften Missbräuche behandelt werden
Articuli in quibus recensentur abusus mutati
- Artikel 22: Die beiden Gestalten des Abendmahls (CA XXII. De utraque specie)
- Artikel 23: Die Priesterehe (CA XX III. De coniugo sacerdotum)
- Artikel 24: Die Messe (CA XXIV. De missa)
- Artikel 25: Die Beichte (CA XXV. De confessione)
- Artikel 26: Der Unterschied der Speisen (CA XXVI. De discrimine ciborum)
- Artikel 27: Die Mönchsgelübde (CA XXVII. De votis monasticis)
- Artikel 28: Die kirchliche Gewalt (CA XXVIII. De potestate ecclesiastica)

Die Artikel 22–28 sind gemeint, wenn in der Fachliteratur von „spänigen“ (= rechtlich umstrittenen) Artikeln der Augustana die Rede ist.

#### Artikel 22–25: Laienkelch, Priesterehe, Messe und Beichte

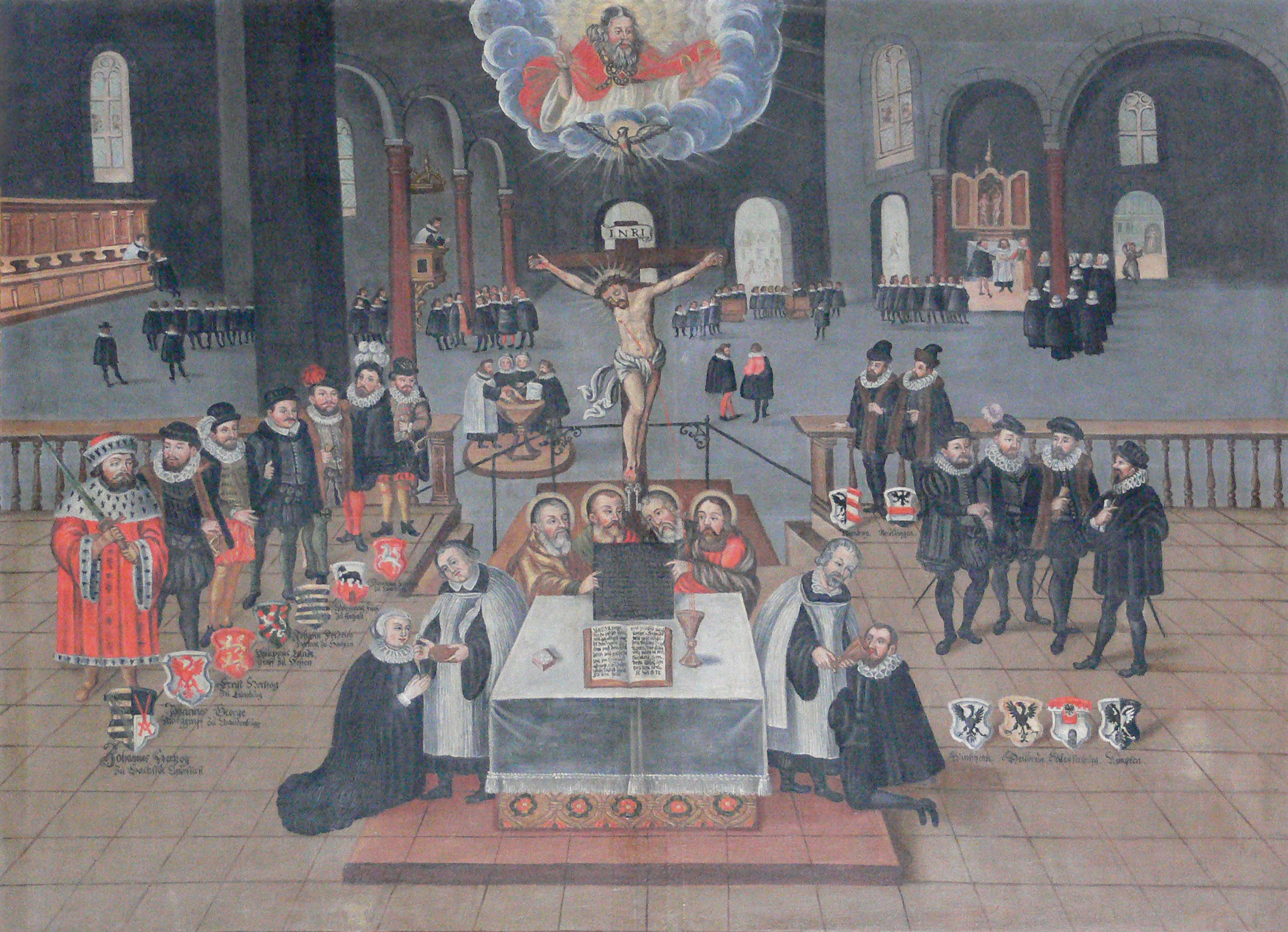
Abendmahl mit Laienkelch, eine Kernforderung der Reformation (Christoph Krause 1670, Altarbild der Sankt-Nikolai-Kirche Luckau)

Artikel 22 enthält die reformatorische Zentralforderung des Laienkelchs. Dem Stiftungswort Christi gemäß (Mt 26,27 ) soll beim Abendmahl allen Kommunikanten Brot und Wein gereicht werden. 1 Kor 11,20–34  belegt, dass das auch zur Zeit des Paulus in der Christengemeinde von Korinth so verstanden wurde. Ein kirchengeschichtlicher Durchgang zeigt, dass die Austeilung von Brot und Wein an die Laien in der Kirche jahrhundertelang üblich war. Dass den Laien nur die Hostie und nicht der Kelch gereicht wird, sei eine „Gewohnheit, die nicht so sehr alt ist.“ Hier gibt es in der Confessio Augustana eine Ergänzung aus aktuellem Anlass: Vor Beginn des Augsburger Reichstags hatten sich die protestantischen Reichsstände geweigert, an der Fronleichnamsprozession teilzunehmen. Melanchthon erläutert in der Augustana, dass die Prozession nur mit der geweihten Hostie die Einheit des Altarsakraments (Brot und Wein) zerreiße. Das widerspreche den biblischen Einsetzungsworten, und daher „ist es bei uns Sitte, die bisher übliche Prozession zu unterlassen.“ Aus der Perspektive des modernen katholischen Kirchenhistorikers beobachtet Erwin Iserloh, dass Melanchthon die Gegenwart Christi in den eucharistischen Elementen nicht auf die Kommunion beschränkt und die Verehrung der Hostie auch nicht explizit verwirft. Die altgläubigen Confutatoren bestritten nicht, dass es eine jahrhundertelange Praxis des Laienkelchs gab, brachten aber Belege dafür, dass schon früh nur die Hostie ausgeteilt worden sei, beispielsweise bei der Krankenkommunion. Aus praktischen Gründen (Gefahr, den Wein zu verschütten und Schwierigkeit, ihn aufzubewahren) sei der Laienkelch unüblich geworden. Er sei aber freigestellt geblieben, bis die Häretiker ihn forderten – dann erst habe die Kirche ihn verboten. In den Ausschussverhandlungen des Augsburger Reichstags zeigte sich dann nach Iserloh eine unnachgiebigere Haltung der protestantischen Seite. Diese vermied ein klares Ja zu der Lehre, dass mit der Hostie der ganze Christus empfangen werde (Konkomitanz). Der Laienkelch sollte nicht nur erlaubt sein, er war für sie unverzichtbar. In der Apologie argumentierte Melanchthon dann, dass die Sorge, den Wein zu verschütten, nur vorgeschoben sei. Der katholischen Kirche gehe es vor allem darum, dass „der Pfaffenstand heiliger scheine gegen dem Laienstand“, weil nur der Priester am Altar aus dem Kelch trinken dürfe.
Artikel 23 nennt zwei Argumente für die Priesterehe: Die Ehe sei eine von Gott eingesetzte Ordnung, und die negativen Folgen des Pflichtzölibats seien offensichtlich.
Artikel 24 befasst sich mit der Heiligen Messe. Sie sei in den evangelischen Gemeinden keineswegs abgeschafft, betonte Melanchthon, sie werde vielmehr ehrfürchtig mit „fast allen“ traditionellen Zeremonien gefeiert. Es gebe lediglich aus pädagogischen Gründen einige deutsche statt der lateinischen Gesänge.
Die Bischöfe, die dies missbilligten, werden darauf verwiesen, dass sie in der Vergangenheit untätig blieben, als die Privatmessen immer mehr zunahmen. Hier hätten sie eingreifen müssen. Die Bevölkerung lebte nämlich in dem „Irrwahn, … die Messe sei ein Werk, dessen Vollzug schon die Sünden der Lebenden und der Toten tilge.“ Dagegen setzten die Wittenberger Reformatoren das ihrer Ansicht nach schriftgemäße Verständnis der Messe: Sie sei „dazu eingesetzt, daß der Glaube in den Empfängern des Sakraments sich an die Wohltaten erinnere, welche er durch Christus empfängt, und so das erschrockene Gewissen aufrichte und tröste.“ Das sei auch die Lehre der Alten Kirche gewesen. Die Confutatoren verwahrten sich dagegen, dass die Messe in der Volkssprache gefeiert werden müsse; die Andacht sei bei der lateinischen Messe größer, weil die Aufmerksamkeit sich dabei nicht auf einzelne Worte richte, sondern auf den Sinn der Handlung. Richtig informierte Katholiken behaupteten auch nicht, dass die Messe Sünden tilge. Dazu sei vielmehr das Bußsakrament da. (Die Confutatoren dachten hier vor-tridentinisch, denn gerade das, was sie als Missverständnis sahen, wurde durch das Konzil von Trient zur verbindlichen Lehre der katholischen Kirche.) Christus werde in der Messe als sakramentale Opfergabe dargebracht; die Messe sei daher mehr als nur eine Erinnerung an das Opfer Christi. Sie vermehre die Gnade und spende Trost. Die Confutatoren konnten nicht nachvollziehen, warum die Zunahme der Privatmessen ein Problem darstellte, und fragten: „Hält man eine gemeinsame Messe für gut, um wieviel nützlicher sind dann mehr Messen?“ Abschließend forderten sie die Protestanten auf, ganz zur traditionellen Form der Messe zurückzukehren.
Artikel 25 behandelt die Einzelbeichte. Sie finde in lutherischen Kirchen vor dem Gang zum Abendmahl statt. Die Absolution wird als besondere Wohltat herausgestellt. Es sei dafür nicht erforderlich, dem Priester alle Sünden zu bekennen, weil eine solche unerfüllbare Bedingung die Menschen im Zustand der Angst und Unsicherheit halte.

#### Artikel 26–27: Askese – Fastenregeln und Klosterleben
Gegen die kirchlichen Fastenregeln bzw. gegen das Ideal des christlichen Asketen überhaupt wird in Artikel 26 eingewandt: Diese Vorschriften lenken von den Zentralthemen Gnade und Rechtfertigung ab. Wenn die asketische Lebensform als Ideal dargestellt wird, so entwertet das das alltägliche Leben der Laien (Beispiele hier: Kindererziehung, Beruf, Regierung eines Staates). Viele seien mit den asketischen Regeln überfordert und kämen dadurch in Gewissensprobleme.
Melanchthon entwarf in Artikel 27 ein Bild davon, wie Klöster eigentlich sein sollten: „Vormals waren sie Schulen der heiligen Wissenschaft und der anderen Wissenschaften, und man nahm aus ihnen Geistliche und Bischöfe.“ Historisch gesehen ist das falsch. In der Regula Benedicti als klassischer abendländischer Klosterregel heißt es zwar im Vorwort, der Verfasser wolle „eine Schule für den Dienst des Herrn gründen.“ Aber das ist offensichtlich eine Metapher für das Klosterleben. Der zitierte Satz aus Artikel 27 liest sich wie ein Programm für die Umwandlung der Klosteranlagen in Schulen, die evangelische Landesherren der Reformationszeit mehrfach durchführten. Das Leben von Mönchen und Nonnen wird in Artikel 27 als Werkgerechtigkeit kritisiert; den Ordensleuten einen „Stand der Vollkommenheit“ (status perfectionis) zuzuschreiben, entwerte das Leben der einfachen christlichen Laien. Leif Grane fasst zusammen, dass vom Klosterleben wenig übrig bleibt, wenn alle in Artikel 27 angemahnten Missbräuche abgestellt würden: nur ein Gemeinschaftsleben ohne bindende Gelübde, ohne Rückzug aus der Welt und ohne elitären Anspruch. Beiläufig erkennt dieser Artikel an, dass es Zölibatäre geben könne, die „durch eine besondere Gnadentat Gottes ausgesondert“ seien. Die Confutatoren wiesen Artikel 27 gänzlich und vehement zurück. Unter ihnen waren mehrere Ordensleute, die die eigene Lebensform biblisch begründet sahen. Aus Klöstern waren im Lauf der Jahrhunderte viele Heilige hervorgegangen, damit war aus Sicht der Confutatoren eindeutig, dass diese Lebensform mit dem Beistand der göttlichen Gnade gelingen konnte. Sie stellten klar: Niemand ist durch den Klostereintritt im Stand der Vollkommenheit, sondern er strebt dies im Kloster an.

#### Artikel 28: Bischöfliche Jurisdiktion

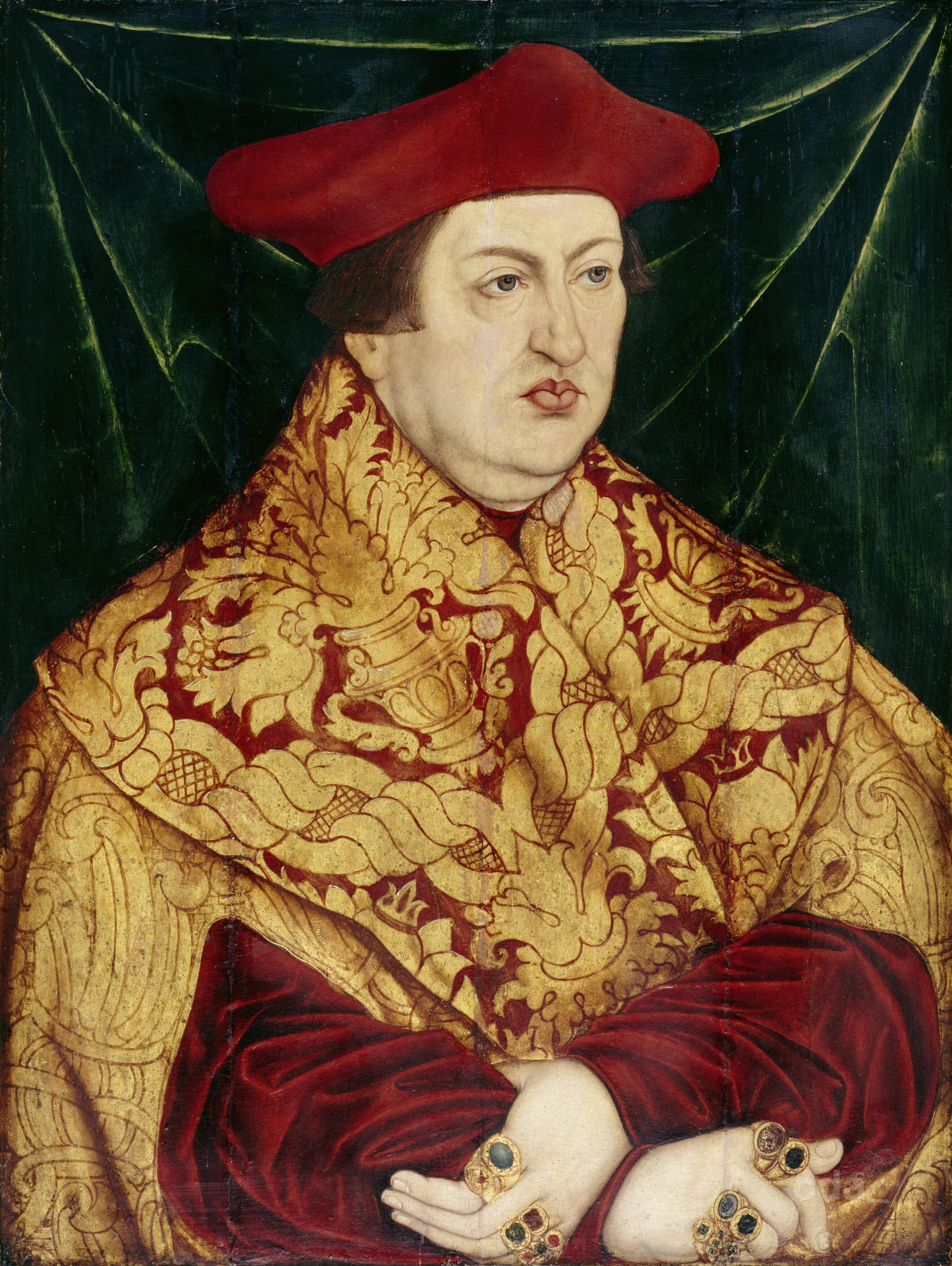
Kardinal Albrecht von Mainz. (Lucas Cranach der Ältere nach 1529, Jagdschloss Grunewald)

Im abschließenden Artikel 28 der Confessio Augustana geht es um das Bischofsamt, implizit auch um das Papstamt. Vorausgesetzt ist in Melanchthons Argumentation eine Sondersituation, wie sie sich im Heiligen Römischen Reich seit dem 11./12. Jahrhundert herausgebildet hatte. Bischöfe hatten als geistliche Würdenträger zugleich politische Macht. Als Beispiel kann hier der Kardinal-Erzbischof Albrecht von Mainz gelten: ein Angehöriger des Hochadels, humanistisch gebildet, Kunstmäzen und auf dem Augsburger Reichstag von 1530 als Reichserzkanzler eine Schlüsselfigur. Seine kirchlichen Spitzenämter erlangte er, weil sein älterer Bruder Joachim I. von Brandenburg eine Territorialpolitik betrieb, in der Albrechts Erzbistümer Bausteine waren. Gegen Fürstbischöfe wie ihn richtete sich seit dem Spätmittelalter massive Kritik. Sie wurden am Maßstab des Hirten und Seelsorgers gemessen und schnitten schlecht ab. In diese Bischofskritik reiht sich auch der lange Artikel 28 ein; besonders ausführlich widmet er sich Fehlentwicklungen der bischöflichen Jurisdiktion. Mit anderen Worten: Artikel 28 arbeitet sich an einem Bischofsamt ab, das es seit dem Ende des Heiligen Römischen Reiches (1806) nicht mehr gibt.
Artikel 28 fordert, geistliche und weltliche Macht des Bischofs zu trennen. Die Zwei-Reiche-Lehre ist dabei vorausgesetzt. Insofern der Bischof weltliche Macht habe, habe er sie als Beamter, nicht als Bischof. Seine geistliche Macht bestehe in Evangeliumspredigt, Absolution und Sakramentsverwaltung. Er könne Ordnungen des kirchlichen Lebens erlassen, die die Gemeinden um des Friedens willen befolgen sollten; diese dürften aber nicht als heilsnotwendig dargestellt werden. Wenn bischöfliche Anordnungen dem Evangelium (= der Rechtfertigungslehre) widersprächen, hätten die Gemeinden das Recht, sich dem Bischof zu widersetzen. Die ganze Argumentation war für die Confutatoren unannehmbar. Sie gingen darum auch nicht auf die einzelnen Argumente ein, sondern referierten die mittelalterliche Lehre vom Bischofsamt. In der Apologie bedauerte Melanchthon, dass die altgläubige Seite sich auf die „Verteidigung klerikaler Standesrechte“ konzentriert habe.
Während des Augsburger Reichstags von 1530 bot die Gruppe um Kursachsen mehrfach an, die geistliche Jurisdiktion altgläubiger Bischöfe unter bestimmten Bedingungen anzuerkennen, wenn im Gegenzug Laienkelch, Priesterehe und evangelische Messe zugestanden würden. Dieses Kompromissangebot scheiterte. Gunther Wenz betont, dass Artikel 28 zwar stark von der historischen Situation in Augsburg 1530 geprägt sei, aber trotzdem Impulse für evangelisches Kirchenrecht und evangelische Kirchenverfassung biete, auch könnten Eingriffe des Staates in die evangelische Kirche auf dieser Basis kritisiert werden.
Melanchthons Argumentation setzte voraus, was zu seiner Zeit kanonistische Mehrheitsmeinung war: Die Bischofsweihe habe keinen sakramentalen Charakter, der Vorrang des Bischofs vor dem Priester sei rein rechtlicher Art. Dass der Priester Luther in den 1530er Jahren Bischöfe weihte, war in zeitgenössischer Perspektive „ein kirchenrechtlicher Übergriff, aber kein theologischer Unfug“ (Otto Hermann Pesch). Für heutige römisch-katholische Theologie und damit für das ökumenische Gespräch sind Luthers Ordinationen aber ein schwerwiegender Bruch, denn das Zweite Vatikanische Konzil (1962–1965) lehrt, „dass [nur] durch die Bischofsweihe die Fülle des Weihesakraments übertragen wird“ (Lumen gentium 21,2).

### Unterzeichner
Die frühneuhochdeutsche Version der Confessio Augustana wurde am 25. Juni 1530 Kaiser Karl V. und den Kurfürsten des Reichs vom sächsischen Kanzler Christian Beyer in der Kapitelstube des bischöflichen Palasts vorgetragen und dem kaiserlichen Sekretär Alexander Schweiß anschließend zusammen mit der lateinischen Ausfertigung übergeben.
Unterzeichner der lateinischen Version waren folgende Reichsstände:
- Johann, Herzog zu Sachsen, Kurfürst
- Georg, Markgraf von Brandenburg-Ansbach
- Ernst, Herzog von Lüneburg
- Philipp, Landgraf von Hessen
- Hanns Friedrich, Herzog von Sachsen
- Franz, Herzog von Braunschweig-Lüneburg
- Wolfgang, Fürst von Anhalt-Köthen
- Bürgermeister und Rat von Nürnberg
- Rat von Reutlingen

Mitte Juli, während des Reichstags, traten noch die Reichsstädte Windsheim, Heilbronn, Kempten (Allgäu) und Weißenburg im Nordgau dem Bekenntnis bei.

## Textgeschichte

### Rekonstruierte Urtexte (= BSLK, 1930)
Keines von beiden Dokumenten, die am 25. Juni 1530 übergeben wurden, ist erhalten. Was aus dem deutschsprachigen Exemplar wurde, nachdem Schweiß es entgegengenommen hatte, ist unbekannt. Das lateinische Exemplar gelangte ins kaiserliche Archiv zu Brüssel. Die Urkunde blieb dort, bis Philipp II. sie 1569 nach Spanien bringen ließ, wo sie offenbar zerstört wurde.
Wenn man versucht, den Text des lateinischen und des deutschen Dokuments zu rekonstruieren, steht man vor dem Problem, dass diese Texte bis kurz vor der Übergabe redigiert wurden. Die Unterzeichner brachten eigene Exemplare der Texte mit nach Hause; fraglich ist aber, wie sie sich zur letztlich überreichten Textform verhalten. Heinrich Bornkamm, der für den Text der Confessio Augustana in der Edition der Bekenntnisschriften der evangelisch-lutherischen Kirche (BSLK) verantwortlich war, stützte seine philologische Rekonstruktion auf Exemplare der Confessio Augustana aus katholischem bzw. kaiserlichem Besitz und argumentierte, dass die Empfänger sich grundsätzlich nur mit den überreichten Texten und nicht mit den Entwürfen befasst hätten.

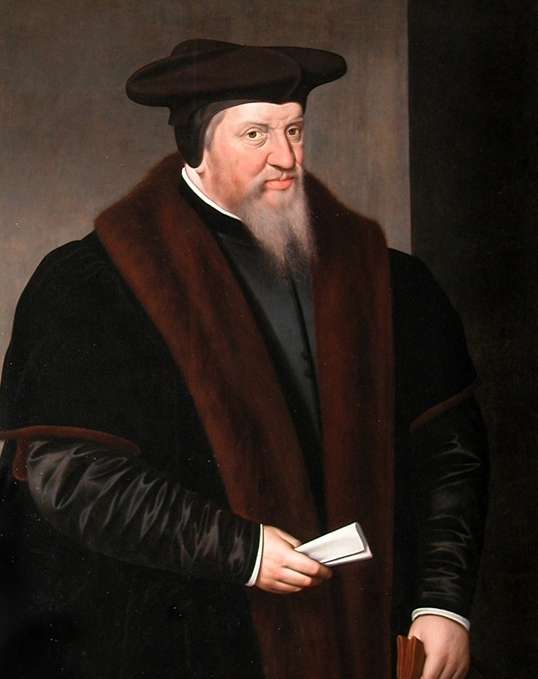
Viglius Zuichemus (Frans Pourbus der Ältere, 1562/67, Louvre)

Der Leiter des Brüsseler Archivs, Viglius Zuichemus, hielt es in den 1560er Jahren für sinnvoll, Abweichungen der Protestanten von der ursprünglichen Confessio Augustana nachweisen zu können. Er ließ Abschriften des Originals anfertigen, damit sie mit protestantischen Augustana-Drucken verglichen werden konnten. Zwei besonders hochwertige Textzeugen für die lateinische Fassung der Confessio Augustana wurden im 20. Jahrhundert entdeckt. Beide sind Abschriften notariell beglaubigter Kopien des Originals im Brüsseler Archiv, die mit großer Sorgfalt unabhängig voneinander hergestellt wurden und bis auf Kleinigkeiten übereinstimmen:
- Hü, unbeglaubigte und undatierte Kopie aus dem Besitz des Petrus Canisius (Bonifatiuskloster Hünfeld);[148]
- V, 1568 für den Nuntius Melchior Biglia in Wien hergestellte und beglaubigte Kopie (Vatikanisches Archiv, Arm. I tom. 2f. 93).[149]

Sie sind den vier Augustana-Handschriften aus bischöflichem Besitz überlegen, weil diese, wohl noch während des Augsburger Reichstags, von einer mangelhaften Vorlage (nicht dem Augustana-Urtext selbst) relativ flüchtig kopiert wurden. „Das Studium der zahlreichen […] Verbesserungen zeigt sehr anschaulich, wie viel Glanz Melanchthon seinem Werk noch durch die letzte Überarbeitung aufzusetzen verstanden hat. So haben wir gegenüber dem Textus receptus [= dem traditionellen, weit verbreiteten Text] des Konkordienbuchs […] eine in vielen Punkten schönere Textform vor uns,“ stellt Bornkamm fest.
Die Rekonstruktion des frühneuhochdeutschen Textes ist problematischer. Bornkamm stützte sich auf ein Dokument aus dem Mainzer Erzkanzlerarchiv (Sigel: Mz), von dem Kurfürst August von Sachsen 1576 eine Kopie erhielt. Das Original sei freilich nie dem Erzkanzler übergeben worden, sondern ebenso wie das lateinische Pendant in der kaiserlichen Hofkanzlei aufbewahrt worden, aber früh verschollen. Bornkamm vermutete, die Handschrift Mz sei eine Abschrift aus der kaiserlichen Kanzlei für die Erzkanzlei. Die Lutheraner des späten 16. Jahrhunderts waren aber im guten Glauben, diese Handschrift sei das 1530 überreichte Original. Die Textfassung der Kopie Augusts von Sachsen galt als „unveränderte“ deutsche Confessio Augustana (Invariata). Daher wurde sie ins deutsche Konkordienbuch übernommen und entfaltete eine entsprechende Wirkungsgeschichte. Vergleicht man die Handschrift Mz und den frühneuhochdeutschen Text in den BSLK, so sieht man, dass Bornkamm bei seiner Textrekonstruktion Rechtschreibung und Zeichensetzung deutlich modernisiert hat.
Bornkamms philologische Rekonstruktionen der Confessio-Augustana-Urtexte frühneuhochdeutsch und lateinisch gewannen durch ihre Aufnahme in die „Jubiläumsausgabe“ der Bekenntnisschriften der evangelisch-lutherischen Kirche 1930 (von ihm selbst überarbeitet 1950) eine sehr weite Verbreitung und liegen auch mehreren Ausgaben in modernem Deutsch zugrunde:
- Bornkamm selbst besorgte eine Übersetzung des lateinischen Textes.[33]
- Eine Arbeitsgruppe des Kirchenamtes der VELKD unter Leitung von Günther Gaßmann erstellte 1978, also vor dem Jubiläumsjahr 1980, eine „revidierte Fassung“ des deutschen Textes: „Heute unverständliche Stellen mußten neu ausgesagt werden.“ Einen offiziellen Status hatte dieser Text in der VELKD nicht.[156]
- Horst Georg Pöhlmann legte 1986 im Auftrag der Kirchenleitung der VELKD eine „Ausgabe für die Gemeinde“ der lutherischen Bekenntnisschriften vor. Bei seiner Eindeutschung der Augustana (unter „Zuhilfenahme“ der Textrevision von 1978) galt ihm die frühneuhochdeutsche Textfassung der BSLK als „ursprünglicher Originaltext.“[157]

### Melanchthons Ersteditionen von 1531 (= BSELK, 2014)

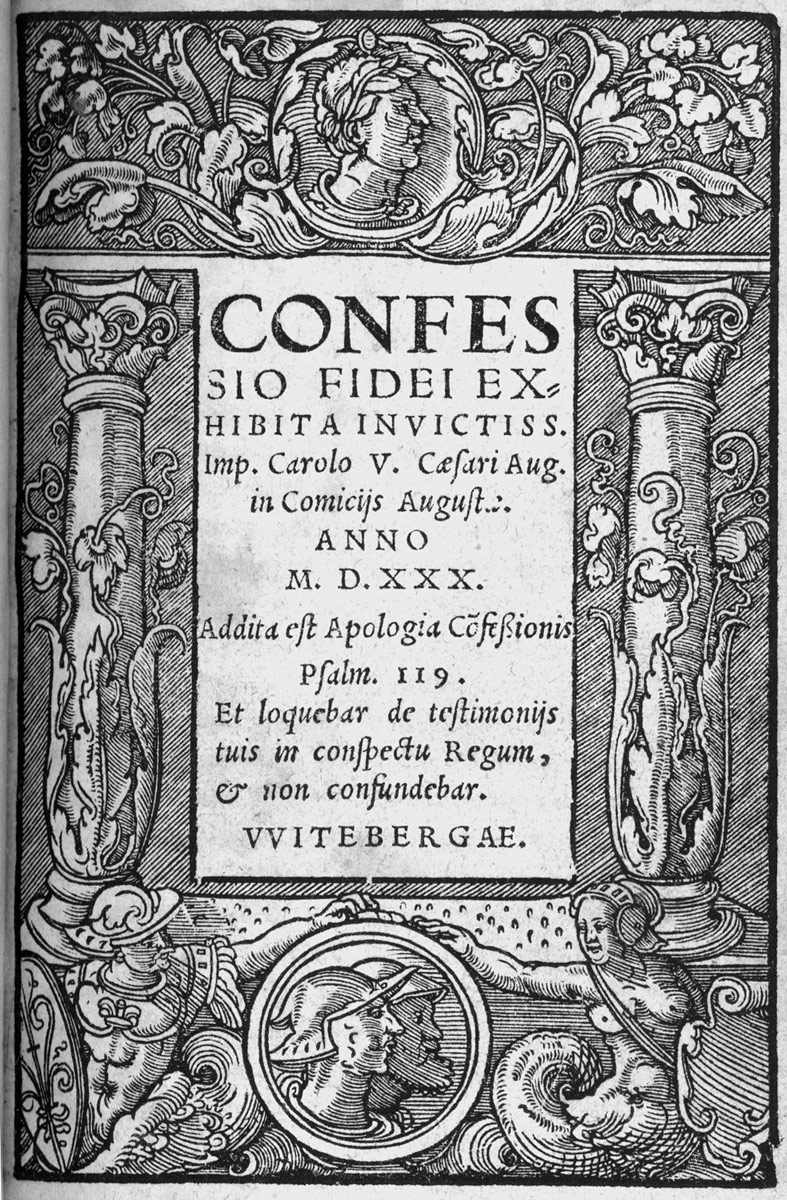
Titelblatt des Erstdrucks der lateinischen Confessio Augustana, Rhau, Wittenberg 1531

Im 21. Jahrhundert ist die Zurückhaltung gegenüber der Rekonstruktion verlorener Texte mit philologischen Mitteln gewachsen. Deshalb gehen Gottfried Seebaß und Volker Leppin, die für die Confessio Augustana in der Neuedition der lutherischen Bekenntnisschriften (BSELK) verantwortlich zeichnen, einen anderen Weg. Sie legen die lateinischen und frühneuhochdeutschen Ersteditionen zugrunde, die 1531 in der Offizin von Georg Rhau in Wittenberg gedruckt wurden. Melanchthon wollte mit diesen Ausgaben die „vagabundierende Texttradition […] korrigieren“ und dem Text der Confessio Augustana die Apologie als deren autorisierten Kommentar beigeben. Den Unterschied dieser Ersteditionen zu den 1530 in Augsburg übergebenen Texten stuft Leppin als sehr erheblich ein. Man hatte dem Kaiser Texte übergeben, die auf Verständigung mit der altgläubigen Seite zielten. Aber sie hatten keine Anerkennung gefunden. Nun gingen Texte in den Druck, die für die „innere Selbstverständigung des reformatorischen Lagers“ gedacht waren und keine diplomatischen Rücksichten mehr nahmen. Besonders deutlich wirken sich die gegenüber den BSLK veränderten Editionsrichtlinien der Neubearbeitung bei Artikel 20 aus. Die überreichte frühneuhochdeutsche Textfassung lässt sich relativ sicher durch Vergleich mehrerer Handschriften aus protestantischem Besitz erschließen, deren wichtigste (Sigel: Mar) wohl von Philipp von Hessen oder seinen Räten nach Marburg mitgebracht wurde. Davon weicht der Text der Erstedition 1531 erheblich ab, in dem Melanchthon sich mit den Einwänden der altgläubigen Confutatoren auseinandersetzt. Näher am Reichstagsgeschehen ist man also mit der Marburger Handschrift.
Die deutsche Neuausgabe der Augustana von 1533 berücksichtigte die umfangreichen Erläuterungen zur Rechtfertigungslehre in der Apologie und passte Artikel 4 und 20 entsprechend an. Auf dem Schweinfurter Tag (30. März bis 9. Mai 1532) legte der Straßburger Reformator Martin Bucer dar, die Reichsstadt Straßburg gehe konform mit der Confessio Augustana; damit meinte er wahrscheinlich die Textfassung, die 1533 gedruckt wurde und als Confessio Augustana variata prima bezeichnet wird.

### Melanchthons lateinische Edition von 1540/42 (CA Variata)
Mit der Wittenberger Konkordie wurde am 28. Mai 1536 eine aus politischen Gründen wünschenswerte innerprotestantische Verständigung der Wittenberger und der oberdeutschen Theologen in der Abendmahlsfrage erreicht, die auch Luther mittrug. Melanchthon änderte den lateinischen Augustana-Text danach so, dass er den erreichten Konsens widerspiegelte (sogenannte Confessio Augustana variata secunda, oft auch nur als Confessio Augustana Variata bezeichnet). Hier die viel diskutierte Textänderung:
- 1530: „Vom Abendmahl des Herrn lehren sie: Leib und Blut Christi sind im Abendmahl wahrhaft gegenwärtig und werden denen, die (es) genießen, ausgeteilt.“ (De coena Domini docent, quod corpus et sanguis Christi vere adsunt et distribuantur vescentibus in coena Domini.)
- 1540: „Vom Abendmahl des Herrn lehren sie: Mit Brot und Wein werden Leib und Blut Christi denen, die (es) genießen, im Abendmahl wahrhaft dargereicht.“ (De coena Domini docent, quod cum pane et vino vere exhibeantur corpus et sanguis Christi vescentibus in coena Domini.[163])

Offiziellen Rang hatte diese lateinische Textfassung im Raum des Schmalkaldischen Bundes nach Einschätzung von Wolf-Dieter Hauschild aber nicht. Hauschild widerspricht damit der älteren Forschung, insbesondere Wilhelm Maurer, und argumentiert: Anders sei nicht zu verstehen, dass die protestantische Delegation zum Wormser Religionsgespräch (1541) mit dem Text von 1531 anreiste und ihre altgläubigen Diskussionspartner damit verwirrte, dass sie dort eine „neue Confession und Apologia“ (die von 1540) überreichte, aber auch alte, gebrauchte Drucke des Textes (von 1531) zur Verfügung stellte. Die Präsidenten des Religionsgesprächs erklärten die Versionsunterschiede für unerheblich, und die altgläubigen Teilnehmer befassten sich danach ausschließlich mit dem Text von 1531. Hauschild nimmt an, dass Melanchthon persönlich die Textfassung von 1540 einbrachte.
Die nächste Bearbeitung des lateinischen Textes 1542 wird als variata tertia gezählt. Wolf-Dieter Hauschild schreibt: „Wenn man sich in den politischen Verhandlungen und in den theologischen Diskussionen auf das dem Kaiser überantwortete Augsburgische Bekenntnis berief, dann hatte man entweder die deutsche Textform von 1533 oder die lateinische von 1540 bzw. 1542 zur Hand.“
Nach dem Ende des Schmalkaldischen Bundes mit der Niederlage in der Schlacht bei Mühlberg 1547 kehrten viele Drucker zu Melanchthons lateinischer Erstedition von 1531 zurück; diese Version war ab 1561 vorherrschend.

## Rezeptionsgeschichte

### Schmalkaldischer Bund
Das militärische Defensivbündnis der Protestanten, der Schmalkaldische Bund, machte die Confessio Augustana zu seiner Bekenntnisgrundlage. In der Anfangsphase (bis 1532) wurde dabei erklärt, die Augustana stimme mit der Confessio Tetrapolitana inhaltlich überein. Die Unterzeichner der Tetrapolitana waren zunehmend bereit, die Augustana zu übernehmen, so dass 1535 die Zustimmung zur „raynen lehr und connfession zu Augsburg“ Bedingung wurde, um dem Bund beizutreten – und daran scheiterte beispielsweise der Beitritt Englands.

### Reichsrechtliche Anerkennung der „Augsburgischen Konfessionsverwandten“

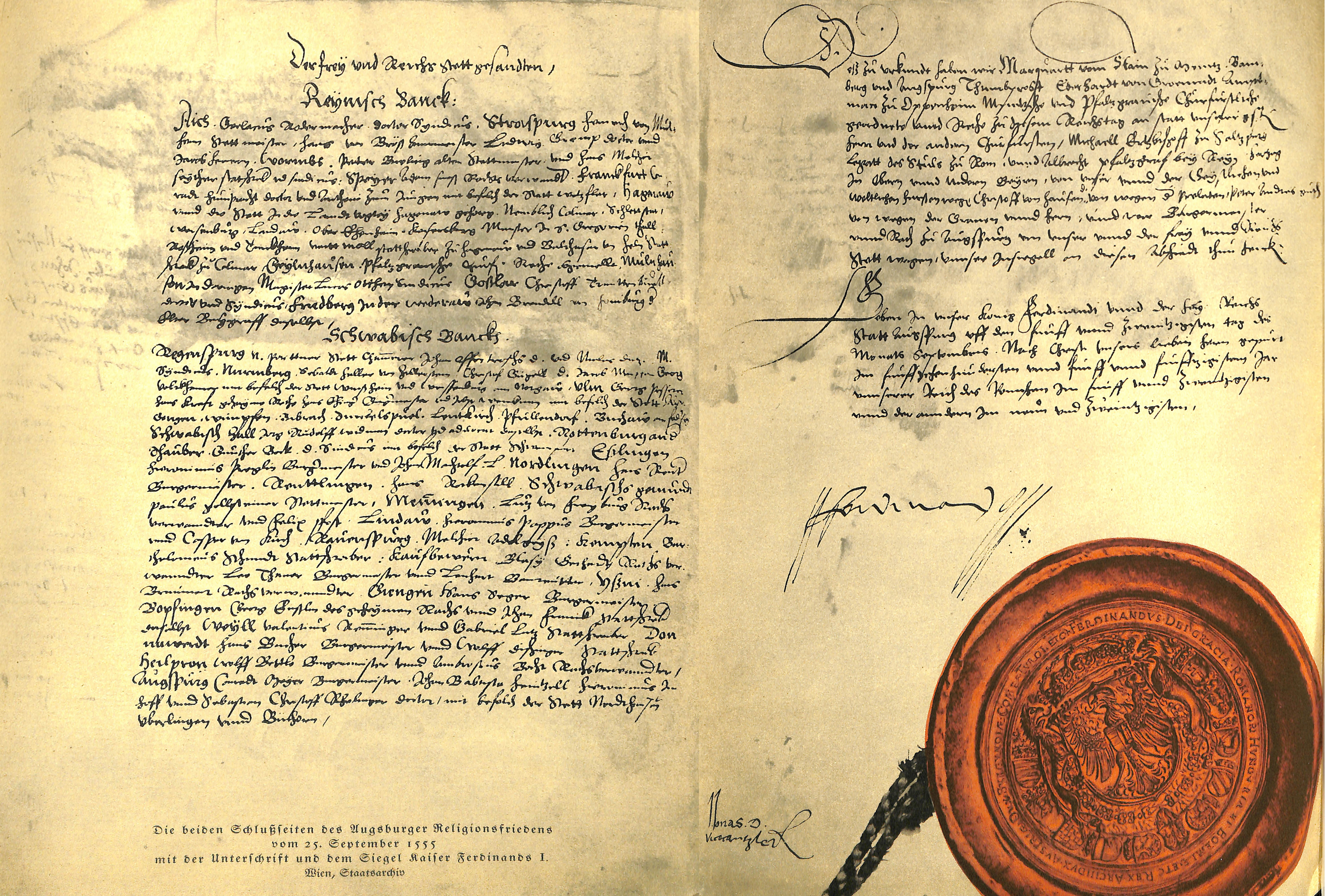
Schlußseiten des Augsburger Reichstagsabschieds von 1555 mit dem Siegel Kaiser Ferdinands

In der politischen Pattsituation des Passauer Vertrages wurde den Reichsständen, die „der Augsburgischen Konfession verwandt“ waren, 1552 zugesichert, dass sie nicht militärisch angegriffen werden würden und ihr Besitzstand gewahrt bleiben sollte. Der Abschied des Augsburger Reichstages von 1555 bestätigte diese Regelung. Dadurch erhielt sie verfassungsrechtlichen Rang. Aber weder 1552 noch 1555 wurde festgelegt, welche Textfassung der Confessio Augustana damit gemeint sei. Diese Unschärfe prägte die weitere Rezeptionsgeschichte.
Johannes Calvin erkannte die Confessio Augustana Variata von 1540/42 als Grundlagentext des deutschen Protestantismus an und behauptete 1555 im Abendmahlsstreit mit dem Hamburger Lutheraner Joachim Westphal, die zwischen ihm selbst und Heinrich Bullinger erzielte Übereinstimmung in der Abendmahlslehre (Consensus Tigurinus) stehe im Einklang mit der Variata. Bullinger lehnte zwar die Variata ab, aber Calvin riet den Reformierten im Reich dazu, sie anzunehmen – wohlgemerkt nur denen im Reich und nicht generell. Dass die Confessio Augustana in der Deutschschweiz auf Ablehnung stieß, war auch eine Folge davon, dass Bullinger sich in der Tradition Zwinglis sah, dessen Lehren in der Confessio Augustana mehrfach abgewiesen wurden.

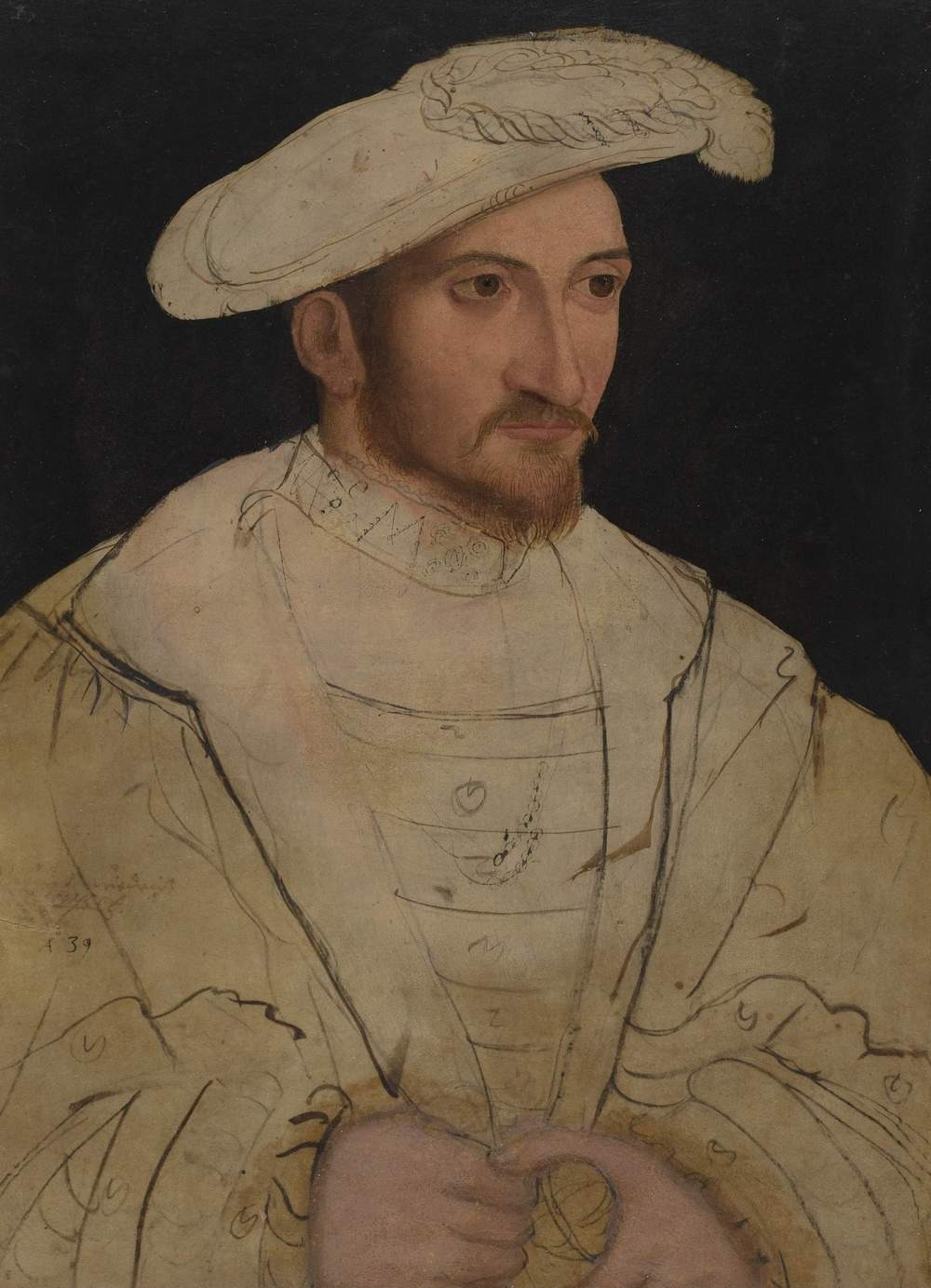
Pfalzgraf Friedrich III. (Peter Gertner 1539, National Gallery of Art)

Der Naumburger Fürstentag 1561 sollte Klarheit bringen, welche Augustana-Fassung maßgeblich sei. Kurfürst Friedrich III. von der Pfalz plädierte für die Ausgabe von 1540/42, da diese „sehr gute und christliche Erklärungen“ enthalte. Damit meinte er vor allem Artikel 10, welcher die in der Abendmahlsfrage gefundenen Konsensformulierungen der Wittenberger Konkordie enthielt. Nach gelehrten Kollationierungen der vorhandenen Drucke (die einen ungeahnten Umfang von Textvarianten ans Licht brachten) erklärte der Fürstentag die Erstdrucke von 1531 für verbindlich, aber mit einer Erläuterung zu Kapitel 10. Die Fassung von 1540/42 (Variata) blieb zulässig, da sie „eine stattlichere und ausführlichere Wiederholung des Originals“ sei.
Kaiser Maximilian II. forderte die evangelischen Reichsstände 1566 auf, klarzustellen, ob Friedrich III. ein Augsburgischer Konfessionsverwandter sei. Dieser behauptete, sich an der Confessio Augustana von 1540 zu orientieren. Die evangelischen Stände kritisierten die Abendmahlslehre der Kurpfalz. Sie zogen daraus aber nicht die vom Kaiser gewünschte Konsequenz, die Kurpfalz aus dem Lager der Augsburgischen Konfessionsverwandten auszuschließen.
1580, 50 Jahre nach der Übergabe der Confessio Augustana, erschien das (frühneuhochdeutsche) Konkordienbuch im Druck, das die innerlutherischen Streitigkeiten beilegen sollte. Die Vorrede versichert, dass dies kein neues Bekenntnis sei, sondern eine Erläuterung und Bekräftigung der Confessio Augustana. Besonders wird betont, dass das Konkordienbuch den authentischen, 1530 in Augsburg vorgelesenen Text der Confessio Augustana ohne spätere Verfälschungen enthalte. In den Auseinandersetzungen zwischen Theologen, die sich als echte Erben Luthers (Gnesiolutheraner) sahen, und Anhängern Philipp Melanchthons (Philippisten), wurde die Ablehnung der Variata und Rückgriff auf die Invariata, den vermeintlichen Urtext, zum Kennzeichen lutherischer Rechtgläubigkeit. Die reformierten Landesherren sahen die Gefahr, dass die Konkordienformel als lutherisches Einheitsbekenntnis den Protestantismus spalten werde und sie selbst den Status als Augsburgische Religionsverwandte verlieren könnten. Pfalzgraf Johann Casimir lud Delegierte reformierter Kirchen aus mehreren europäischen Staaten (England, Frankreich, Polen, Ungarn, der Schweiz und den Niederlanden) im September 1577 zu einem Konvent nach Frankfurt, auf dem ein gesamteuropäisches Bekenntnis in der Tradition der Confessio Augustana Variata erarbeitet werden sollte. Das Projekt scheiterte am Widerstand der Züricher, die an der Confessio Helvetica Posterior als Einheitsbekenntnis festhielten, das bereits von anderen reformierten Kirchen übernommen worden war. Die von Zürich und Genf herausgegebene Sammlung reformierter Bekenntnisschriften von 1581 (Harmonia Confessionum Fidei, Orthodoxarum et Reformatarum Ecclesiarum) enthielt unter anderem die Confessio Augustana Variata. Diese Harmonia Confessionum Fidei wurde von der hugenottischen Nationalsynode in Vitré 1583 offiziell angenommen.

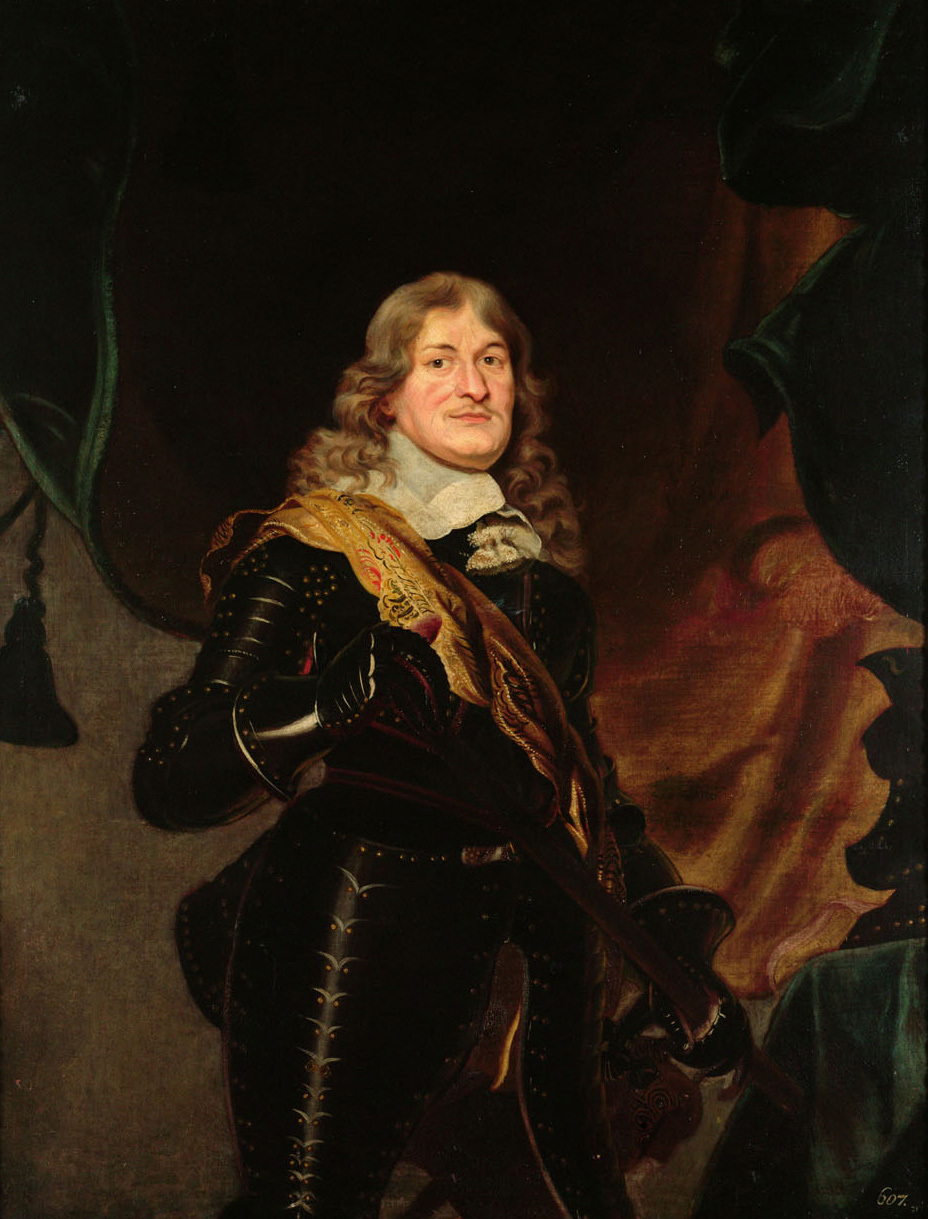
Friedrich Wilhelm von Brandenburg (Frans Luycx 1650/51, Kunsthistorisches Museum)

Am Ende des Dreißigjährigen Krieges war in den Osnabrücker Friedensverhandlungen 1645 bis 1648 wieder die Frage umstritten, ob ein reformierter Landesherr als Augsburgischer Konfessionsverwandter gelten konnte. Die Kurpfalz hatte ihr politisches Gewicht verloren. An ihrer Stelle hatte das Kurfürstentum Brandenburg eine Führungsposition unter den calvinistischen politischen Akteuren des Reichs erlangt. Hier galt die Confessio Sigismundi von 1618, die sich „zu der augspurgischen Confeßion, so anno 1530 Keyser Carolo V […] übergeben, und nachmals in etlichen Puncten nothwendig übersehen und verbessert worden“ bekannte. Dem brandenburgischen Kurfürsten Friedrich Wilhelm das Recht zuzugestehen, die Religion seiner katholischen oder lutherischen Untertanen bestimmen zu dürfen, war aber weder im Sinn Kaiser Ferdinands III., noch entsprach es den Interessen Schwedens, der wichtigsten protestantischen Großmacht. Friedrich Wilhelm verzichtete auf das ius reformandi und erhielt im Gegenzug die Anerkennung als Augsburgischer Konfessionsverwandter. Die Confessio Augustana schuf so eine formale Gemeinsamkeit lutherischer und reformierter Reichsstände, die 1653 einen politischen Zusammenschluss bildeten, das Corpus Evangelicorum. Wolf-Dieter Hauschild schreibt: „Die Verfassungsjuristen halfen seit Anfang des 17. Jahrhunderts mit der klugen Distinktion aus, daß sensu theologico [= theologisch verstanden] als CA-Angehörige nur die Lutheraner, jedoch sensu politico [= politisch verstanden] auch die Reformierten als derartige gelten könnten.“

### Geltung in den evangelischen Landeskirchen seit dem 19. Jahrhundert
Mit dem Ende des Heiligen Römischen Reichs endete 1806 die politische Relevanz der Confessio Augustana in den deutschen Staaten; sie blieb aber Referenztext für die neu entstehenden Landeskirchen, genauer: Sie wurde in dieser kirchlichen Relevanz im 19. Jahrhundert neu entdeckt. Denn für viele Theologen des 18. Jahrhunderts, gleich ob Pietisten oder Aufklärer, hatten die Bekenntnistexte des 16. Jahrhunderts kein großes Gewicht. Sie waren Teil von Kirchenordnungen der Reformationszeit, die formaljuristisch weiter galten, ohne dass man sich damit befassen musste.

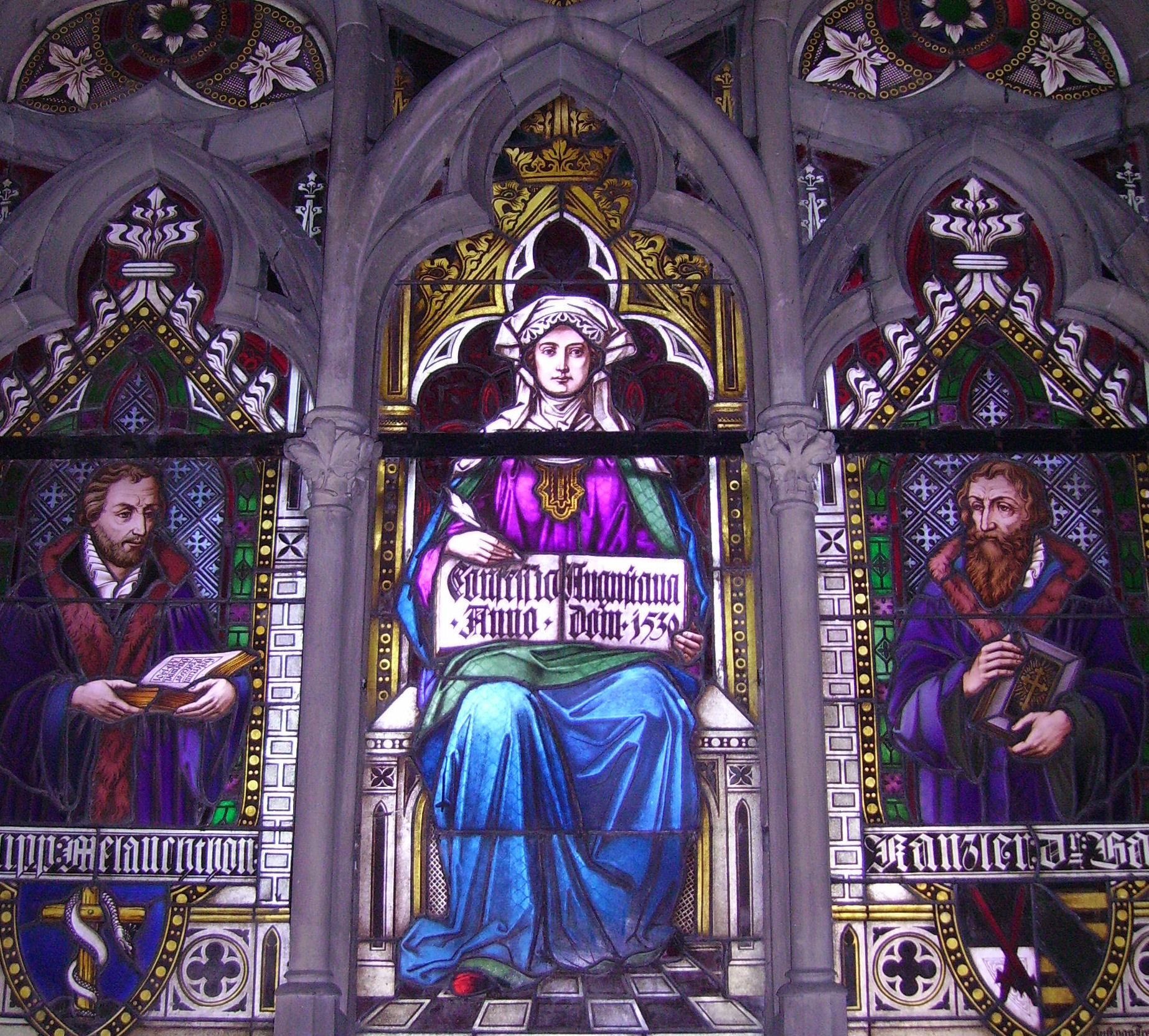
Allegorie der Reformationsstadt Augsburg, flankiert von Philipp Melanchthon und dem kursächsischen Kanzler Beyer (Gustav van Treeck, 1899, Gedächtniskirche Speyer)

In den Umbrüchen des frühen 19. Jahrhunderts war die Bekräftigung der Confessio Augustana eine Möglichkeit, die eigene kirchliche Identität in der Reformationszeit verankern zu können. Der neue Zuschnitt der Landeskirchen führte zu konfessionell gemischten evangelischen Bevölkerungen (Lutheranern und Reformierten). Es kam zu Bekenntnisunionen. Für die Evangelische Landeskirche in Nassau regelte die Unionssynode in Idstein 1817, die neue „evangelisch-christliche Kirche“ gründe sich auf die Bibel, das Apostolische Glaubensbekenntnis und die Confessio Augustana – in welcher Textfassung, blieb unbestimmt. Ähnlich behandelte die Unionsurkunde der Vereinigten Evangelisch-protestantischen Kirche im Großherzogtum Baden 1821 die Bibel als Grundlage und die Confessio Augustana als deren sachgerechte Auslegung, ohne zum Text der Augustana eine Angabe zu machen. Die Vereinigungsurkunde der bayerischen Pfalz wollte allein die Bibel als Grundlage und alle Bekenntnisschriften außer Kraft setzen, aber das lutherische Münchener Oberkonsistorium erkannte dies nicht an. So hieß es seit 1821, die Bekenntnisschriften der Reformation ständen in der Vereinigten Protestantisch-Evangelisch-Christlichen Kirche der Pfalz „in gebührender Achtung“, seien aber keine Lehrnorm. 1853 beschloss die pfälzische Generalsynode, die Confessio Augustana in der Fassung von 1540 sei die gemeinsame Lehrnorm dieser Unionskirche. Im 19. Jahrhundert gab es Bestrebungen, einen Bund der zahlreichen evangelischen Landeskirchen zu schaffen, um ihre Kooperation zu verbessern. Die Deutsche Evangelische Kirchenkonferenz schlug vor, der Referenztext aller Landeskirchen in dem projektierten Bund solle die gemeinsame Confessio Augustana werden. Das scheiterte aber am Widerspruch der Lutheraner. Der Wittenberger Kirchentag von 1848 empfahl „eine zeitgemäße Erneuerung des ehemaligen Corpus Evangelicorum“, die Augustana spielte dafür keine Rolle mehr.
Das Thema Confessio Augustana war im frühen 20. Jahrhundert vom konfessionellen Luthertum besetzt. Kennzeichnend ist die Meinung Karl Barths, der 1923 erklärte, die Reformierten hätten sich in früheren Jahrhunderten nur aus pragmatischen Gründen in den „heilsamen Schatten“ der Confessio Augustana gestellt; es könne keine Rede davon sein, dass die Variata eine reformierte Bekenntnisschrift sei. Die Grundordnung der Evangelischen Kirche in Deutschland (EKD) schrieb 1948 die Bekenntnisdifferenz fest: „Für das Verständnis der Heiligen Schrift wie auch der altkirchlichen Bekenntnisse sind in den lutherischen, reformierten und unierten Gliedkirchen und Gemeinden [der EKD] die für sie geltenden Bekenntnisse der Reformation maßgebend.“

### Heutige Geltung als evangelische Bekenntnisschrift
In der Lehrgrundlage des Lutherischen Weltbundes hat die Confessio Augustana (Invariata) eine hervorgehobene Bedeutung. Der Weltbund bezeichnet die Heilige Schrift des Alten und Neuen Testament als „Quelle und Norm“ des kirchlichen Lebens und die drei altkirchlichen Bekenntnisse (Apostolikum, Nicaeno-Konstantinopolitanum, Athanasianum) sowie die lutherische Bekenntnisse, insbesondere die unveränderte Augsburgische Konfession und Luthers Kleinen Katechismus, als eine „zutreffende Auslegung des Wortes Gottes.“ Kleiner Katechismus und Confessio Augustana sind hier besonders genannt, weil sie in allen Kirchen des Weltbunds anerkannt werden. In der Verfassung der Vereinigten Evangelisch-Lutherischen Kirche in Deutschland (VELKD) heißt es ähnlich: „Die Grundlage der Vereinigten Evangelisch-Lutherischen Kirche ist das Evangelium von Jesus Christus, wie es in der Heiligen Schrift Alten und Neuen Testaments gegeben und in den Bekenntnisschriften der Evangelisch-Lutherischen Kirche, vornehmlich in der ungeänderten Augsburgischen Konfession von 1530 und im Kleinen Katechismus Martin Luthers bezeugt ist.“
Die Generalsynode der VELKD stieß 2005 auf Anregung des Münchner Systematikers Gunther Wenz eine Debatte darüber an, ob die Confessio Augustana in der Evangelischen Kirche in Deutschland als „Grundbekenntnis“ anerkannt werden könne. Daraufhin beauftragte der Rat der EKD im April 2006 die Kammer für Theologie mit der Ausarbeitung eines Gutachtens. Das im November 2008 einstimmig beschlossene Votum empfahl, die Confessio Augustana nicht als Bekenntnis in die Grundordnung der EKD aufzunehmen. Dieser Empfehlung stimmte der Rat der EKD im Februar 2009 zu. Das Votum und die im Verlauf der Debatte gehaltenen Referate wurden als EKD-Text veröffentlicht.
Die altkonfessionelle Selbständige Evangelisch-Lutherische Kirche bindet sich in ihrer Grundordnung an die lutherischen Bekenntnisschriften, „weil in ihnen die schriftgemäße Lehre bezeugt ist“, nämlich die drei altkirchlichen Bekenntnisse, „die ungeänderte Augsburgische Konfession und ihre Apologie“, die Schmalkaldischen Artikel, Luthers Kleiner und Großer Katechismus und die Konkordienformel.

### Confessio Augustana im ökumenischen Dialog

#### Dialog mit dem Patriarchat von Konstantinopel im 16. Jahrhundert
Der Tübinger Philologe Paul Dolscius übersetzte die Confessio Augustana als Übungstext ins Griechische. Nachträglich wurde diese Privatarbeit von Melanchthon so überarbeitet, dass sie 1559 Joasaph II., dem Ökumenischen Patriarchen von Konstantinopel, übersandt werden konnte. Der Patriarch sollte damit einen authentischen Eindruck von der Wittenberger Reformation erhalten. In mehreren Kapiteln (4–6, 12, 20, also in der Rechtfertigungslehre, aber nicht im Abendmahlsartikel) liegt die lateinische Variata zugrunde. Der Zentralbegriff Rechtfertigung (lateinisch iustificatio) stammte aus der westkirchlichen Tradition, so dass Melanchthon das griechische Äquivalent (δικαιοποιια dikaiopoiia) als humanistisches Kunstwort neu prägte. Eine Antwort des Patriarchen ist nicht bekannt. Zwischen 1573 und 1581 gab es einen Briefwechsel zwischen Tübinger lutherischen Theologen und dem Patriarchen Jeremias II. Die Tübinger Martin Crusius und Jakob Andreae baten ihn, die Rechtgläubigkeit der (griechischen) Confessio Augustana zu überprüfen. Jeremias II. antwortete am 15. Mai 1576 mit einer ausführlichen Einschätzung der einzelnen Artikel. Kritik äußerte er am Filioque und an der Frage des menschlichen freien Willens und damit der Rechtfertigung sola gratia, sola fide, per solum Christum. Die reformatorische Ablehnung der Anrufung der Heiligen, der Bilderverehrung und des Mönchtums war für ihn nicht nachvollziehbar. In den Auseinandersetzungen in der Sakramentenlehre und um das Verhältnis von Schrift und Tradition teilte er den lutherischen Standpunkt ebenfalls nicht. Daran änderte sich auch durch weitere Tübinger Schreiben nach Konstantinopel nichts mehr; der Patriarch brach den Briefwechsel schließlich als sinnlos ab.

#### Römisch-katholische Anerkennung der Confessio Augustana
Durch zwei Seminare 1958/59 in Freising und 1960/61 in Bonn regte Joseph Ratzinger die Beschäftigung römisch-katholischer Theologen mit der Confessio Augustana an. Vinzenz Pfnür, ein akademischer Schüler Ratzingers, promovierte 1970 über die Rechtfertigungslehre der Confessio Augustana und ihre Rezeption in der zeitgenössischen katholischen Theologie. Pfnür schlug 1975 vor, „das Augsburgische Bekenntnis als Zeugnis kirchlichen Glaubens durch die katholische Kirche anzuerkennen.“ Damit löste er vor dem Jubiläumsjahr 1980 eine lebhafte ökumenische Diskussion aus. Ratzinger bejahte auf einem Vortrag in Graz 1976 grundsätzlich die damit gewiesene ökumenische Aufgabenstellung und erläuterte 1978: Katholische Anerkennung der Augustana setze ihre evangelische Anerkennung voraus, „nämlich Anerkennung dessen, daß hier Kirche als Kirche lehrt und lehren kann.“ 1980 veröffentlichte die internationale Gemeinsame römisch-katholische/evangelisch-lutherische Kommission das Dokument Alle unter einem Christus. Als Ergebnis einer gemeinsamen Interpretation der Augustana wurde festgehalten, dass sie „als Ausdruck unseres gemeinsamen Glaubens wiederentdeckt“ werden könne. Auch der Ökumenische Arbeitskreis evangelischer und katholischer Theologen in Deutschland beschäftigte sich 1979/80 bei zwei Tagungen mit der Confessio Augustana und ihrem ökumenischen Potential. Zu einem offiziellen Akt der Anerkennung kam es nicht, weil ein Bündel an Problemen eine kirchenamtliche Anerkennung seinerzeit verhinderten. So die Frage nach der Textgestalt der Augustana, welche anzuerkennen wäre, nach der Stellung der Augustana im Kontext der anderen lutherischen Bekenntnisschriften (die Apologie und vor allem die Schmalkaldischen Artikel formulieren deutliche Abgrenzung zur römischen Kirche). 2019 hielt der römisch-katholische Fundamentaltheologe Tobias Licht eine kirchenamtliche Anerkennung angesichts der „inhaltlichen Disparatheit zwischen Konsensfähigem und Erläuterungs- bzw. Korrekturbedürftigem“ dieses historischen Textes für unrealistisch. Wünschenswert sei jedoch eine offizielle Wertschätzung seitens der römisch-katholischen Kirche für Melanchthons Versuch, 1530 die Einheit des reformatorischen Glaubens mit der abendländischen kirchlichen Tradition durch die Confessio Augustana zum Ausdruck zu bringen. Die evangelische Systematikerin Friederike Nüssel hob die Tragfähigkeit des ökumenischen Ansatzes der Confessio Augustana auch für einen weiteren Kontext hervor.

#### Lutherische Stellungnahmen zur Gültigkeit der in der Confessio Augustana ausgesprochenen Verurteilungen

##### Gegenüber Kirchen reformierter Tradition
Mit der Unterzeichnung der Leuenberger Konkordie von 1973 haben die lutherischen Landeskirchen in Deutschland, wie die meisten anderen lutherischen Kirchen in Europa, festgestellt, dass die in der Confessio Augustana enthaltenen Verwerfungen in Hinblick auf das Abendmahl (Artikel 10) auf die gegenwärtige Lehre der reformierten Kirchen nicht zutreffen. Die Selbständige Evangelisch-Lutherische Kirche hat die Leuenberger Konkordie nicht unterzeichnet, da an der lutherischen Lehre vom Heiligen Abendmahl, der Christologie und der Prädestination nicht festgehalten werde. Die Evangelische Kirche in Österreich, die sich aus einer lutherischen und einer reformierten Kirche zusammensetzt, bezeichnet die Confessio Augustana als „die zusammenfassende Grundschrift der reformatorischen Lehre;“ die in mehreren Artikeln ausgesprochenen Verurteilungen „wollen das Evangelium vor Entstellungen bewahren, richten sich aber nicht gegen den persönlichen Glauben bestimmter Menschen.“

##### Gegenüber Kirchen täuferischer Tradition
Im Kontext des Augustana-Jubiläumsjahrs 1980 fragte der Bund Evangelisch-Freikirchlicher Gemeinden die VELKD an, wie diese sich zu den Verwerfungen der „Wiedertäufer“ in der Confessio Augustana stelle. Die Ergebnisse des darauf folgenden ökumenischen Dialogs wurden 1981 veröffentlicht. Der baptistisch-lutherische Dialog auf Weltebene thematisierte 1990 die von der Confessio Augustana ausgesprochenen Verurteilungen des Täufertums nur knapp. Er benannte die Folgen, die daraus für die moderne baptistische Bewegung entstanden: Diskriminierung und rechtliche Schwierigkeiten. Die lutherische Seite unterschied in diesem Dialog zwischen dem weiterhin bestehenden Dissens in der Frage der Taufe (Artikel 9) und den übrigen Verwerfungen, die heutige Baptisten nicht mehr treffen und auch im 16. Jahrhundert auf viele Täufer nicht zutrafen. Grundsätzlich empfiehlt der baptistisch-lutherische Dialog, „zwischen einer legitimen Ablehnung einer Lehre und einer illegitimen Verurteilung einer Person“ zu unterscheiden und schlägt vor, das in künftigen Ausgaben der lutherischen Bekenntnisschriften deutlich zu machen.
Von 1989 bis 1992 fanden Gespräche zwischen der VELKD und der Arbeitsgemeinschaft Mennonitischer Gemeinden in Deutschland statt. Die lutherischen Mitglieder der Gesprächskommission legten am 19. Dezember 1992 eine Stellungnahme zu den gegen die „Wiedertäufer“ gerichteten Verwerfungen der Confessio Augustana vor. Im Einzelnen:
- Artikel 5: Der Spiritualismus-Vorwurf trifft die Mennoniten nicht.
- Artikel 9: Die Verwerfung im lateinischen Text des Artikels trifft die Mennoniten nicht. Denn auch „die Kinder mennonitischer Eltern werden sichtbar der Gnade Gottes anvertraut.“ Der im deutschen Text des Artikels erhobene Vorwurf, Täufer lehrten, „dass die Kindertaufe nicht richtig sei,“ trifft auf heutige Mennoniten nicht zu. Sie halten für sich zwar an der Gläubigentaufe fest, bestreiten aber nicht Gottes Handeln bei der Kindertaufe.
- Artikel 12: Mennoniten lehren nicht, dass Gläubige sündenfrei lebten. Die Täufer des 16. Jahrhunderts kritisierten die lutherische Formel des Simul iustus et peccator. Heutige Lutheraner „bemühen sich auch um Heiligung des Lebens in der Nachfolge Jesu“ und nehmen damit ein täuferisches Anliegen auf.
- Artikel 16: Die Verwerfung der Täufer wegen ihres Rückzugs aus dem gesellschaftlichen Leben trifft die Mennoniten der Gegenwart nicht mehr „in demselben Maße“ wie die Täufer der Reformationszeit. Das Täufertum habe sich weiterentwickelt, die strenge Trennung von der Welt, etwa bei den Schweizer Brüdern, sei nicht mehr allgemein kennzeichnend. Heutige Mennoniten übernehmen gesellschaftliche Verantwortung. „Waffengewalt im Dienst und Auftrag einer staatlichen Instanz aufgrund von Rechtstiteln“ sind für sie allerdings problematisch; die lutherische Zwei-Reiche-Lehre lehnen sie ab.
- Artikel 16: Ein Leben in Gütergemeinschaft ist für Mennoniten nicht kennzeichnend. Der Beitritt zur Gemeinde impliziert nicht den Abbruch sozialer Beziehungen.
- Artikel 17: Mennoniten lehren nicht die Allversöhnung.

Die lutherischen Mitglieder der Gesprächskommission bewerteten die Täuferverfolgung des 16. Jahrhunderts „als ein schuldhaftes Geschehen, das unsere Beziehung zu den mennonitischen Geschwistern belastet und für das wir um Vergebung bitten.“ Während der lutherisch-mennonitische Dialog in Deutschland so zu dem Ergebnis kam, dass alle Verwerfungen von 1530 die heutigen Mennoniten nicht mehr träfen, stellten andere nationale Dialoge in Frankreich und den Vereinigten Staaten dies nur für Artikel 5, 12 und 17 fest und sahen bezüglich Artikel 9 und 16 weiteren Klärungsbedarf.
Auf der 11. Vollversammlung des Lutherischen Weltbunds in Stuttgart baten die Delegierten am 22. Juli 2010 in einem Schuldbekenntnis um Vergebung für die Täuferverfolgung durch lutherische Obrigkeiten und mit der Unterstützung lutherischer Theologen vor allem im 16. Jahrhundert, für das Verdrängen der Täuferverfolgung in späterer Zeit und für irreführende Darstellung des Täufertums in kirchlichen Publikationen. Repräsentanten der Mennonitischen Weltkonferenz nahmen diese Vergebungsbitte an.

### Confessio Augustana und politische Ethik
Als Text des 16. Jahrhunderts ist die Confessio Augustana offensichtlich „vor-demokratisch“. Artikel 16 und 28 lassen sich so verstehen, dass die Regierenden unmittelbar von Gott beauftragt seien und dass es nur Gott zustehe, ihr Regierungshandeln zu beurteilen und sie dafür zur Rechenschaft zu ziehen. Ernst Troeltsch folgerte daraus, „daß dies die Kirche Augsburgischen Bekenntnisses gleichgültig gemacht habe gegenüber autoritären […] Regierungen;“ erst recht gilt das nach Einschätzung von George W. Forell und James F. McCue für die Akzeptanz der NS-Diktatur seitens lutherischer Christen.
Aus pazifistischer Sicht wird besonders der Umgang der lutherischen Kirchen mit Artikel 16 der Confessio Augustana kritisiert, denn darin wird ausdrücklich Krieg als legitimes Mittel dargestellt (siehe auch gerechter Krieg). Auch in der Stellungnahme der lutherischen Landeskirchen von 1992 wurde die Kritik am Pazifismus der Täufer der damaligen Zeit nicht zurückgenommen. Durch lutherische Konfessionskirchen wurden später Kriege als undiskutierbares Staatsrecht zum Schutz einer göttlichen Ordnung gerechtfertigt, wobei sie sich u. a. auf die Confessio Augustana beriefen. Die wachsende Zerstörungskraft der Kriege führte unter Lutheranern im 20. Jahrhundert dazu, die Rede vom „gerechten Krieg“ zu überdenken. So gibt es innerhalb des Luthertums ein breites Spektrum von Meinungen, darunter einige, die täuferischer Friedensethik nahekommen. Allerdings ist Pazifismus in Mennonitengemeinden die vorherrschende Position und in lutherischen Kirchen nicht. Trotzdem „ist es für Lutheraner nicht länger möglich, andere Christen ohne Umschweife, einfach auf der Basis von Artikel XVI, zu verurteilen, wenn sie die Anwendung von tödlicher Gewalt ablehnen.“
Der Internationale Versöhnungsbund rief 2019 die in Dresden tagende EKD-Synode auf, die in Artikel 16 enthaltene Verdammung einer christlichen pazifistischen Position zu widerrufen. Diese sei im 16. Jahrhundert falsch gewesen und im 21. Jahrhundert ein Skandal. Die EKD-Synode bat daraufhin „die zuständigen Gremien der EKD, in der weiteren friedensethischen Arbeit die Ergebnisse der theologischen Auslegung von CA 16 durch die Gliedkirchen und die gliedkirchlichen Zusammenschlüsse aufzunehmen.“

### Gedenktag der Augsburgischen Konfession
Der 25. Juni, Tag der Übergabe der Confessio Augustana, war einer von mehreren Terminen des Reformationstags im evangelischen Kirchenjahr, bevor sich der Tag des (vermeintlichen) Thesenanschlags Luthers als Termin für Jubelfeiern durchsetzte.

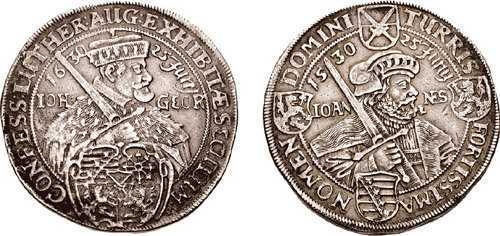
Jubiläumstaler von 1630 zur 100-Jahrfeier der Übergabe der Augsburger Konfession

Zur Feier des 100. Jahrestages der Confessio Augustana im Jahre 1630 ließ Kurfürst Johann Georg I. in Sachsen ein dreitägiges „Jubelfest“ feiern. Dazu prägte die Münzstätte Dresden verschiedene Jubiläumsmünzen in Silber und Gold als Achteltaler, Vierteltaler, Halbtaler, Taler sowie Dukaten und Mehrfachdukaten.
Felix Mendelssohn Bartholdy komponierte anlässlich des 300. Jahrestages der Confessio Augustana 1830 seine 5. Sinfonie op. 107, die deswegen den Beinamen „Reformations-Sinfonie“ trägt.
Der „Gedenktag der Augsburgischen Konfession“ am 25. Juni hat ein Proprium im Evangelischen Gottesdienstbuch, das 1999 in den meisten Gliedkirchen der EKD eingeführt wurde; das biblische Motto der Confessio Augustana wird darin aufgenommen: „Ich rede von deinen Zeugnissen vor Königen und schäme mich nicht.“ (Ps 119,46 ) Die liturgische Farbe ist rot. Als Lesungen sind aus dem Alten Testament Nehemia 8,1–3 , 8,5–6  und 8,8–12 , als Epistel 1. Timotheus 6,11–16  und als Evangelium Matthäus 10,26–33  (vor der Perikopenrevision nur bis Vers 30) vorgesehen. Ergänzt wird das Proprium um das Leitwort Psalm 119,46 , den Tagespsalm Psalm 46  sowie um die Tageslieder „Es ist das Heil uns kommen her“ (EG 342) und „Ist Gott für mich, so trete“ (EG 351). (Vor der Perikopenrevision statt EG 351 „Kommt her, des Königs Aufgebot“ (EG 259).)

## Historische Drucke (Auswahl)
- Erstausgabe, lateinisch: CONFESSIO FIDEI || exhibita inuictiss. Imp. Carolo V. || Caesari Aug. in Comicijs || Augustae || Anno || M. D. XXX. || Addita est Apologia Confessionis. Beide, Deudsch || und Latinisch. || Psalm 119. || Et loquebar de testimonijs tuis in con=||spectu Regum, & non confundebar, Wittenberg: Georg Rhau 1531 (C 4735 im VD 16.).
- Erstausgabe, frühneuhochdeutsch: Confessio odder Be=||kantnus des Glau=||bens etlicher Fürsten || und Stedte: Uber=||antwort Keiserlicher || Maiestat: || zu Augspurg. || Anno M. D. XXX. || Apologia der Confessio. Wittenberg: Georg Rhau 1531 (Exemplar in der Universitätsbibliothek Heidelberg, Sig. Sal. 108,7; Zuordnung zu einer im VD 16 verzeichneten Wittenberger Ausgabe von 1531 „aufgrund abweichender Erkennungslesarten und Exemplarzuordnungen nicht möglich“[214])
- Confessio Augustana variata prima: Confessio || odder Bekantnus || des Glaubens etlicher Für=||sten vnd Stedte / Vberantwort || Keiserlicher Maiestat / auff || dem Reichstag ge=||halten / || zu Augspurg / || Anno M.D.XXX. || Apologia der Confessio / || mit vleis emendirt. Wittenberg: Georg Rhau 1533 (C 4748 im VD 16.).
- CONFESSIO FI=||DEI EXHIBITA INVICTISS. || IMP: CAROLO V. CAESARI AVG. || in Comiciis Augustae. ANNO || M. D. XXX. || ADDITA EST APOLOGIA || Confessionis. || Psalm. 119. || Et loquebar de testimonijs tuis in conspectu Regum, || & non confundebar. || M. D. XXXV. Augsburg: Alexander Weißenhorn 1535 (C 4710 im VD 16.).
- Confessio Augustana variata secunda (= „die Variata“): CONFESSIO || FIDEI EXHIBITA || INVICTISS. IMP. CAROLO || V. Caesari Aug. in Comicijs || AVGVSTAE. || ANNO. M. D. XXX. || Additia est Apologia Confessi=||onis diligenter recognita. || PSALMO. CXIX. || Et loquebar de testimonijs tuis in || conspectu Regum, et non con=||fundebar. Wittenberg: Georg Rhau 1540 (C 4713 im VD 16.).
- Confessio Augustana variata tertia: CONFESSIO || FIDEI EXHIBITA IN=||VICTISS. IMP. CAROLO V. || Caesari Aug. in Comicijs || AVGVSTAE. || ANNO. M. D. XXX. || Addita est Apologia Confeßionis || diligenter recognita. || Psalm. 119. || Et loquebar de testimonijs tuis || in conspectu Regum, || et non || confundebar. Wittenberg: Georg Rhau 1542 (C 4714 im VD 16.).